# Dictature de Primo de Rivera

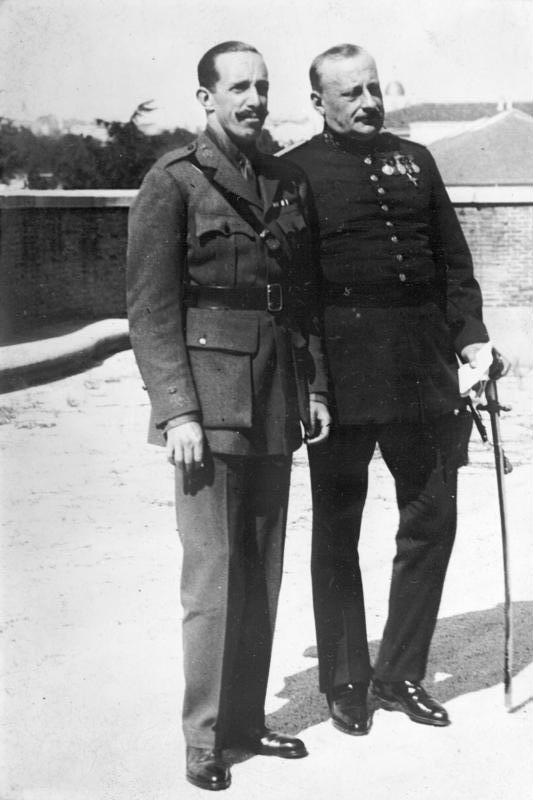
Le roi Alphonse XIII, avec le général Miguel Primo de Rivera (à droite) après sa nomination à la tête du gouvernement et président de la Direction militaire.

La dictature de Primo de Rivera est le régime politique de l'Espagne depuis le coup d’État du capitaine général de Catalogne, Miguel Primo de Rivera, le 13 septembre 1923, jusqu'à la démission de ce dernier le 28 janvier 1930 et à son remplacement par la dictature du général Dámaso Berenguer.
En dépit de ses efforts de régénération, des progrès réalisés dans le domaine des infrastructures et de la stabilisation d'une situation politique chaotique, la dictature ne peut se maintenir après la crise politique qui décrédibilise le roi Alphonse XIII aux yeux de l'opinion publique, ouvrant le chemin à la Seconde République espagnole.
La dictature a été considérée comme « la première tentative d'institutionnalisation consciente du nationalisme autoritaire espagnol » dont l'instrument était l'Armée, fortement corporatiste et militariste.
Sa relation avec le fascisme, arrivé au pouvoir en Italie tout juste un an auparavant, a fait l'objet de débats historiographiques. Le spécialiste de l'extrême droite José Luis Rodríguez Jiménez estime que « le régime de Primo de Rivera n'avait pas grand-chose à voir avec le fascisme. En revanche, il cadre parfaitement avec plusieurs régimes dictatoriaux existant en Europe de l'Est, comme celui du général Metaxas en Grèce, de Milan Stojadinovic en Yougoslavie, de Pilsudski en Pologne et de Horthy en Hongrie ». Cependant, il remarque également que « ce fut l'un des premiers régimes européens à adopter certains traits du fascisme, notamment la tentative de création d'un parti unique » et « certains des ministres et propagandistes du régime, admirateurs de la figure de Mussolini, employèrent un discours proche du fascisme ».

## Contexte

### Contexte international
Les systèmes démocratiques chancellaient à cette époque dans une grande partie de l'Europe. Le parti nazi fut fondé en Allemagne en 1920, le fascisme s'implanta en Italie en 1922, Staline arriva au même moment au pouvoir en URSS et installa sa dictature, des coups d'État firent basculer dans le totalitarisme le Portugal, en 1926, et la Pologne, la même année. Primo de Rivera se réunit avec Benito Mussolini qu'il couvrit d'éloges en le présentant comme « l'apôtre de la campagne contre l'anarchie et la corruption politique » (apóstol de la campaña contra la anarquía y la corrupción política) ; il reprit à son compte une partie importante du système corporatiste implanté en Italie, qu'il comptait importer en Espagne. L'épanouissement du modèle autoritaire, avec une forte composante nationaliste, très critique à l'égard de systèmes démocratiques faibles et corrompus, ainsi que l'expansion rapide des idées émergentes du socialisme, bénéficiant d'une large adhésion populaire en Europe, influencèrent Primo de Rivera de façon décisive.[réf. nécessaire]

### L'interventionnisme grandissant de l'Armée dans la vie politique

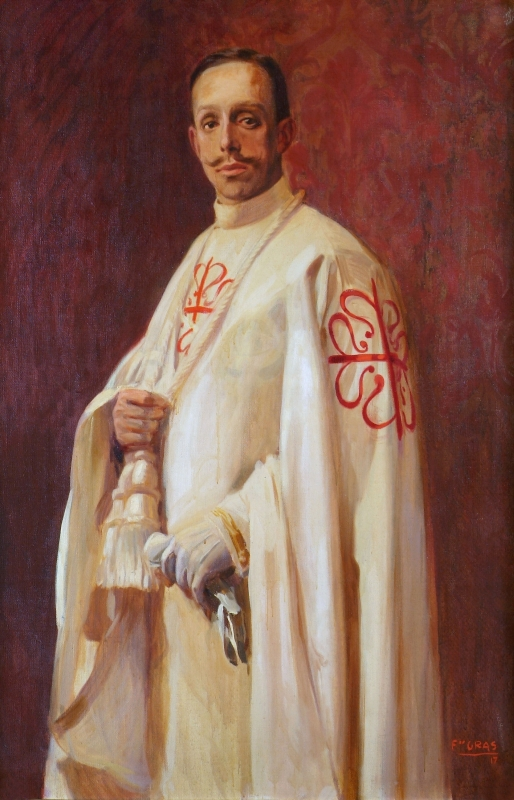
Portrait d' Alphonse XIII vêtu de l'habit de l'ordre de Calatrava (1917).

Le « désastre » de 1898, marqua le retour progressif de l'intervention de l'Armée dans la vie politique espagnole, un trait qui avait profondément marqué les deux premiers tiers du siècle et que l'instauration du régime de la Restauration en 1875 avait permis de neutraliser durablement. Les militaires se présentaient comme interprètes de la « volonté populaire » et défenseurs de « l'intérêt national, au-dessus des intérêts partiaux et des politiques partisanes ». Deux moments clés de ce retour du prétorianisme furent les incidents du ¡Cu-Cut ! de 1905 — l'assaut par des officiers de la garnison de Barcelone contre la rédaction et les ateliers de cette publication satirique nationaliste catalane, ainsi que contre ceux du journal La Veu de Catalunya, en réponse à une caricature satirique sur les militaires — qui a conduisit à la Loi des Juridictions de 1906 et, surtout, la crise espagnole de 1917, au cours desquelles des dits Comités de défense autoproclamés, composés exclusivement de militaires, jouèrent un rôle fondamental.
Comme le souligne José Luis Gómez-Navarro, « parmi les chefs et officiers espagnols, depuis le début du XXe siècles mais de plus en plus depuis la Première Guerre mondiale, l'antiparlementarisme et le rejet de la politique s'étaient répandus [...]. La défense de valeurs consubstantielles au professionnalisme militaire mais dont le poids s'accrut face à la crise se consolida dans l'armée espagnole : ordre, hiérarchie, discipline et autorité ; à quoi s'ajoute leur rôle croissant de défenseurs des fondements de l'ordre social et de l'institution modératrice qui garantissait la continuité du système social et politique : la monarchie ». Le régime de la Restauration avait instauré l’armée comme gardien de l’ordre public, qui avec le temps finit par se considérer comme garante de l'esprit de la nation, qu'elle vint à identifier avec son propre honneur.

### Le «triennat bolchevique» en Andalousie et la «guerre sociale» en Catalogne (1918-1923)
Dans les années qui suivirent la crise de 1917, une grave crise sociale éclata en Catalogne et dans les campagnes andalouses. « Une authentique 'guerre sociale', avec des attentats anarchistes et des pistoleros à la solde des employeurs, fut déclarée en Catalogne et trois années de mobilisations de journaliers ruraux à qui avaient parvenus les échos de la révolution russe en Andalousie ». En dépit du fait que les deux grandes organisations syndicales espagnoles, la CNT et le PSOE-UGT, n'avaient pas rejoint l'Internationale communiste, la révolution d'Octobre « agit en Espagne comme un imparable mythe mobilisateur qui marqua pendant des années profondément le mouvement ouvrier, entraîna ses dirigeants et enflamma les masses qu'ils tentaient d'encadrer ».
En Andalousie, entre 1918 et 1920 se produisit une intensification des mobilisations connue sous le nom de « triennat bolchevique ». Les grèves de journaliers se multiplièrent, auxquelles les employeurs et les autorités répondaient avec une extrême dureté. Pendant les grèves, les journaliers occupaient les exploitations agricoles dont ils étaient violemment expulsés par la garde civile et l'armée. Il y eut aussi des sabotages et des attentats.

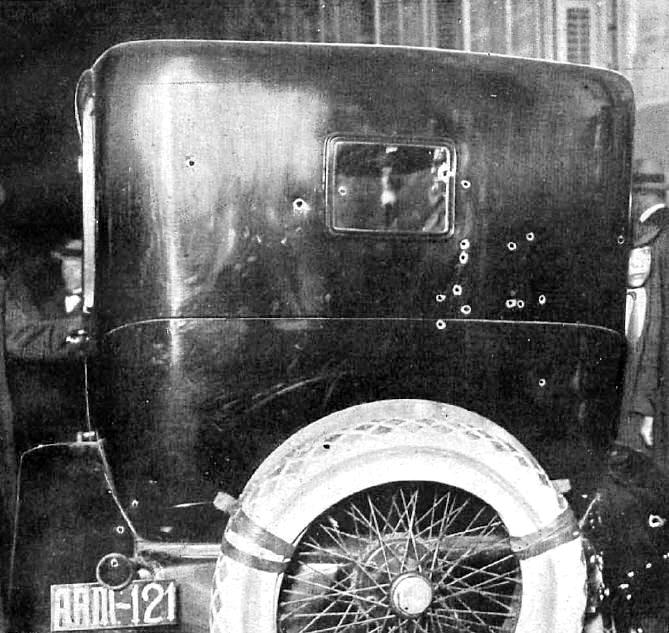
Partie arrière de la voiture dans laquelle Eduardo Dato fut assassiné et dans laquelle on peut voir les impacts des balles.

En Catalogne, le conflit commença en février 1919 avec la grève de la Canadenca, nom sous lequel était connue la société fournissant l'électricité à Barcelone. La ville se trouva privée d'électricité, d'eau et de tramways. Le gouvernement libéral du Comte de Romanones opta pour la voie de la négociation et approuva par décret l'instauration de la journée de huit heures et d'un nouveau système de protection sociale, mais céda aux pressions du patronnat qui exigeait une extrême fermeté et trouva de précieux alliés dans le capitaine général de Catalogne Joaquín Milans del Bosch et le roi Alphonse XIII,. Durement réprimé, le conflit ouvrier dégénéra en Catalogne en une « guerre sociale » dont l'épicentre fut Barcelone. À la violence des pistoleros du patronnat répondirent des attaques terroristes perpétrées par des groupes d'action anarchistes.
Le nouveau gouvernement du conservateur Eduardo Dato nomma le général Severiano Martínez Anido gouverneur civil de Catalogne, qui durcit considérablement la politique répressive de Milans del Bosch contre la CNT. « Il implanta un régime de terreur qui utilisait le syndicalisme libre, persécutait les dirigeants de la CNT et appliquait la loi des fuites : certains détenus furent exécutés sur place par les forces de l'ordre, sous prétexte qu'ils avaient tenté de s'évader ». Les actes terroristes et les violences de rue affrontant les anarchistes aux membres des forces syndicats libres et des forces parapolicières se succédèrent entre 1920 et 1923. La spirale de la violence atteignit Dato lui-même, qui mourut criblé de balles à Madrid par trois anarchistes le 8 mars 1921,. En 1923, Salvador Seguí, leader de la CNT — qui n'avait pas soutenu le recours à la violence et défendait la voie de la négociation syndicale — et l'archevêque de Saragosse Juan Soldevilla furent également assassinés.

### Le discours controversé d'Alphonse XIII au Casino de Cordoue (23 mai 1921)

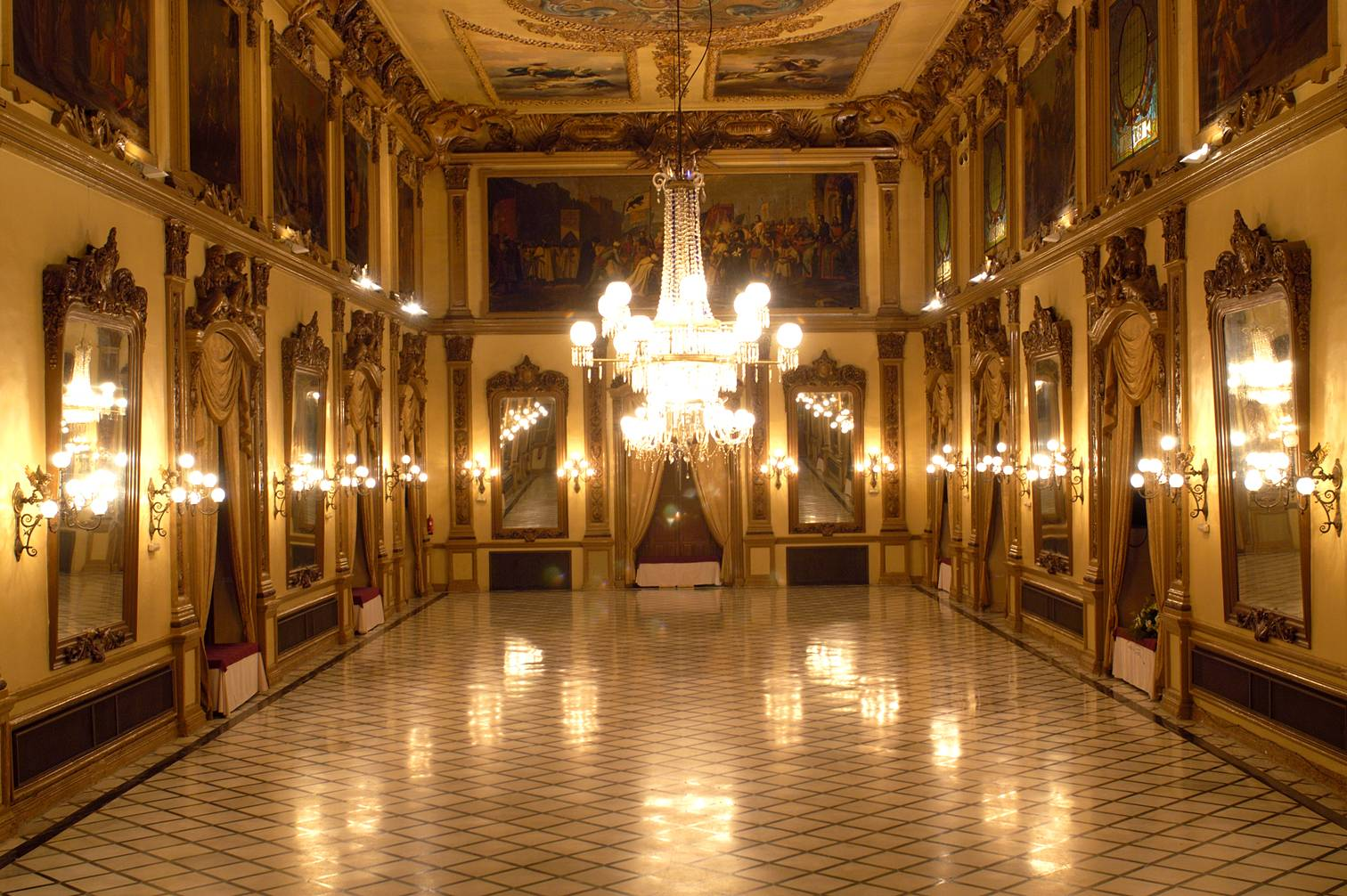
Salle Liceo du Casino de la Amistad de Cordoue.

Le premier problème auquel le nouveau gouvernement formé après l'assassinat d'Eduardo Dato, — présidé par le également Manuel Allendesalazar, lui aussi conservateur —dut faire face fut la controverse soulevée par le discours d'Alphonse XIII prononcé le 23 mai 1921 au Casino de la Amistad de Cordoue devant les grands propriétaires et les autorités de la capitale provinciale. Le roi s'y plaignit des politiciens dont « les machinations et les mesquineries » empêchaient l'approbation des projets d'intérêt général aux Cortes et proposa que « les provinces » entament un « mouvement de soutien à votre roi et aux projets bénéfiques et alors le Parlement se souviendra qu'il est le représentant du peuple, puisque le vote que vous lui donnez dans les urnes ne signifie pas autre chose. Alors la signature du Roi sera un titre exécutoire et une garantie qu'ils réaliseront des projets bénéfiques pour l'Espagne » — le roi était conscient du caractère polémique de ses propos car il avait dit avant de les tenir : « Certains diront que je dépasse mes limites devoirs constitutionnels, mais je suis roi constitutionnel depuis dix-neuf ans et j'ai risqué ma vie à de nombreuses reprises pour qu'ils viennent maintenant m'arrêter pour une faute constitutionnelle » —. Il semble qu'il avait déclaré que « à l'intérieur ou à l'extérieur de la Constitution, il devrait s'imposer et se sacrifier pour le bien du pays ». Le ministre qui l'accompagnait, Juan de la Cierva, tenta de faire en sorte que les journalistes ne publient qu'un « amène résumé » qu'il avait préparé lui-même, mais le texte complet fut diffusé sur des affiches dans un programme d'actualités cinématographiques (ce fut l'unique occasion où un discours du roi se fit connaître).
Le Congrès des députés se saisit de la question quatre jours plus tard. Le socialiste Julián Besteiro affirma que le roi avait eu des mots de « mépris » envers le Parlement et l'autre socialiste Indalecio Prieto cria à trois reprises : « Le Parlement a plus de dignité que le Roi ! » (la phrase de Prieto ne figura pas dans le compte rendu de la session parlementaire mais circula dans tout Madrid). De son côté, le conservateur Antonio Maura manifesta son soutien au monarque, affirmant que ses paroles avaient été applaudies par « l'Espagne sensée » et le journal catholique El Debate publia qu'elles seraient « fervemment applaudies » par les « gens étrangers à la politique, ». Pour sa part, le monarque « fut pris de peur face à l'impact de ses manifestations et nia toute intention antiparlementaire », bien qu'il avouât en privé qu'il avait dit ce qu'il pensait, de sorte qu'il « était en phase avec les critiques du parlementarisme, qui abondaient en Espagne — comme dans toute l'Europe, ainsi qu'en Amérique latine — dans ces années-là ».

### Le «désastre» d'Anoual» de juillet 1921 et ses conséquences

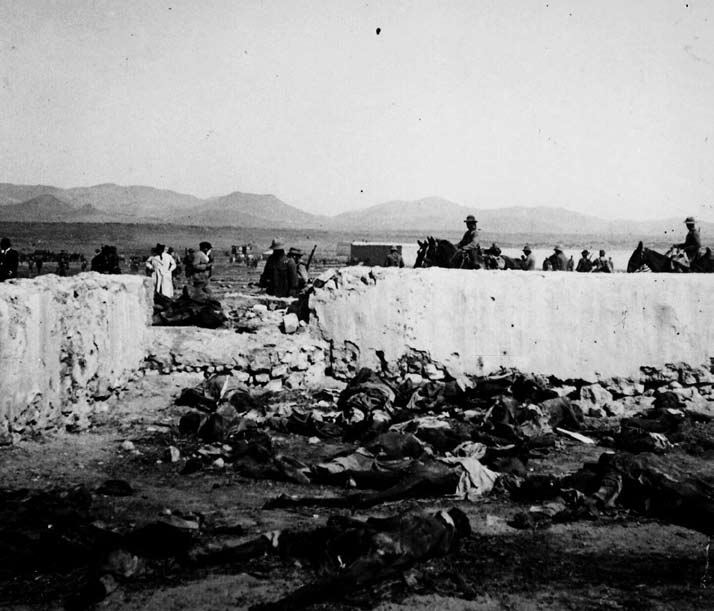
Cadavres jonchant le sol trouvés plusieurs mois après la bataille d'Anoual.

Le problème le plus grave auquel fut confronté le gouvernement d'Allendesalazar est la crise provoquée par la débâcle espagnole à la bataille d'Anoual, survenue deux mois après sa mise en place au protectorat espagnol du Maroc. « L'offensive inattendue des indigènes [menée par Abd el-Krim ] se solda par une déroute générale de l'armée espagnole en direction de Melilla. Les troupes espagnoles étaient dispersées sur un front très étendu avec un nombre de positions très élevé et de graves problèmes d'approvisionnement. Les unités étaient mal équipées [...]. L'effondrement du front entraîna en seulement quelques jours la perte de ce qui avait été obtenu avec de grandes difficultés depuis des années. Non seulement le général Silvestre [général commandant de Melilla et chef des forces espagnoles dans la moitié orientale du Protectorat] mourut mais aussi 10 000 autres soldats »,,.
Le « désastre d'Anoual » causa une commotion dans l’opinion publique. Des manifestations et des grèves de protestation exigèrent d'établir des responsabilités, ce que réclamèrent aussi les Cortes et la presse, et le roi Alphonse XIII lui-même fut accusé d'avoir encouragé Fernández Silvestre à agir imprudemment,,. Les critiques les plus remarquées furent celles de l'écrivain Miguel de Unamuno et du député socialiste Indalecio Prieto. Celui-ci conclut une de ses interventions aux Cortès par une phrase qui fit un grand scandale dans la chambre et pour laquelle il fut poursuivi : « Ces champs de domination sont aujourd'hui des champs de mort : huit mille cadavres semblent groupés autour des marches du trône en demande de justice ». Prieto mentionna, en référence à une phrase sarcastique attribuée au monarque — « Resulta cara la carne de gallina », littéralement « la chair de volaille coûte cher » —, laquelle faisait allusion à la grande quantité d'argent qu'exigeaient les rebelles rifains pour libérer les centaines de prisonniers espagnols qu'ils détenaient encore. L'historien Javier Moreno Luzón commente au sujet de cet incident : « De tels sarcasmes royaux, sur la valeur des prisonniers, ne seraient pas facilement oubliés ». De son côté, Unamuno fit pour sa part référence à un télégramme prétendument envoyé par le roi à Fernández Silvestre et qui l'encourageait à lancer l'offensive de façon cavalière.
Pour faire face aux graves conséquences politiques de la débâcle d'Anoual,— le gouvernement Allendesalazar démissionna quatre jours après la chute de Monte Arruit — le roi se tourna vers le conservateur Antonio Maura qui, le 3 août 1921, forma, comme en 1918, un « gouvernement de concentration », comprenant à la fois des conservateurs et des libéraux, ainsi que le catalaniste Cambó. La première mesure prise par le nouvel exécutif fut d'ouvrir une comission d'enquête (es) — instruite par le général Juan Picasso — pour établir les responsabilités militaires,. Le gouvernement neutralisa également les Juntes de défense en les transformant en janvier 1922 en « commissions informatives » relevant du ministère de la Guerre après avoir lutté contre la résistance du roi à signer le décret,. Cependant, le gouvernement de Maura, acculé par l'« affaire des responsabilités », ne dura que huit mois et fut remplacé en mars 1922 par un gouvernement exclusivement conservateur présidé par José Sánchez Guerra,.
Le nouveau gouvernement dissolut les « commissions informatives » en novembre, cette fois avec le soutien du roi qui, en juin, avait déclaré lors d'une réunion avec les soldats de la garnison de Barcelone : « Actuellement, il est effrayant de constater dans nos groupes militaires qui, bien que motivés par un désir peut-être très noble, se trouvent franchement hors de ce que conseillent l'obéissance la plus élémentaire et la discipline fondamentale. L'officier ne peut pas se mêler de politique, ». Une autre mesure contraire aux tentations prétoriennes fut la destitution du général Severiano Martínez Anido de son poste de gouverneur civil de Barcelone.

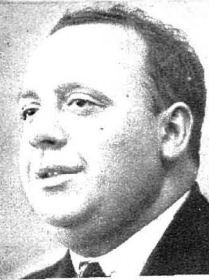
Le député socialiste Indalecio Prieto lança les accusations les plus dures contre le roi Alphonse XIII pour sa présumée responsabilité dans le désastre d'Anoual.

En avril 1922, le général Picasso remit au ministère de la Guerre son rapport d'enquête, accablant, sur la bataille d'Anoual et ses responsabilités. Il faisait état de fraudes et de corruption ayant eu dans l'administration du protectorat, ainsi qu'un manque de préparation et l'improvisation des officiers dans la conduite des opérations militaires, sans épargner les gouvernements qui n'avaient pas fourni à l'Armée les moyens matériels nécessaires. Sur la base du rapport, le Conseil suprême de Guerre et Marine, présidée par le général Francisco Aguilera, ordonna la poursuite de vingt-six chefs et officiers, ainsi que du haut-commissaire, le général Berenguer, du général Fernández Silvestre— dans l'hypothèse où il serait en vie, son corps n'ayant pas été retrouvé après la bataille —, et du général Navarro, prisonnier d'Abd el-Krim,. le gouvernement accepta que le Congrès des députés aborde la question des responsabilités, y compris politiques, et lui envoyât une copie du dossier ; le 21 juillet 1922, le Congrès constitua la commission sur les responsabilités,. Cette fois encore, le député socialiste Indalecio Prieto fit l'intervention la plus dure, et fut poursuivi pour les propos tenus,. Il rendit responsable des événements « les partis qui se sont succédé au cours de cette période de la monarchie » pour ne pas « avoir su encadrer chacun, y compris le roi, à l'intérieur de leurs devoirs constitutionnels ».

### Dernier gouvernement constitutionnel du règne d'Alphonse XIII
Le débat sur les responsabilités révéla la division au sein des conservateurs  — Antonio Maura proposa que les ministres impliqués soient jugés par le Sénat — et lorsque la crise gouvernementale survint finalement en décembre 1922  — exarcerbée par les libéraux qui exigeaient un retour au pouvoir qu'ils n'avaient pas exercé exclusivement depuis 1919 —  le roi offrit la présidence de l'exécutif à Manuel García Prieto qui forma un nouveau gouvernement de « concentration libérale », qui serait le dernier gouvernement constitutionnel du règne d'Alphonse XIII. Ce dernier annonça son intention d'avancer dans la recherche des responsabilités. En juillet 1923, le Sénat accédait à la demande de poursuites contre le général Berenguer, qui jouissait de l'immunité parlementaire en tant que membre de cette Chambre.
Le gouvernement de García Prieto proposa un projet de réforme du régime politique qui pourrait conduire à une véritable monarchie parlementaire démocratique, bien qu'aux élections qu'il convoqua au début de 1923, il eût de nouveau recours à une fraude généralisée et aux mécanismes du caciquisme pour s'assurer la majorité. Cependant, les partis non « dynastiques » progressèrent, notamment le PSOE, qui remporta une victoire éclatante à Madrid où il remporta sept sièges. In fine, le gouvernement ne put mettre en œuvre ses projets de réforme et d'exigence de responsabilités car le 13 septembre 1923, le général Miguel Primo de Rivera, capitaine général de Catalogne, mena un coup d'État à Barcelone qui mit fin au régime libéral de la Restauration. Le roi Alphonse XIII ne s'opposa pas au coup d'État. Le débat aux Cortes sur les rapports de la commission de responsabilités sur le désastre d'Anoual était prévu le 2 octobre, mais fut finalement empêché par le coup d'État.

## Le coup d'État
Le 13 septembre 1923, le capitaine général de Catalogne, Miguel Primo de Rivera, se souleva contre le gouvernement et lança un coup d'État. La réunion prévue début octobre des Cortes dans le but d'analyser le problème du Maroc et le rôle de l'armée dans la bataille fut peut-être le déclencheur décisif du soulèvement. À cette situation s’ajoutait la crise du système monarchique dans lequel les partis de l’époque étaient incapables de mettre en place un régime pleinement démocratique. Le 14 septembre, le gouvernement constitutionnel demanda au roi le renvoi immédiat des généraux insoumis et la convocation des Cortes ; mais le monarque n'appuya pas la mesure et le gouvernement fut contraint de démissionner. Peu de temps après, Alphonse XIII nomma Primo de Rivera à la tête du gouvernement. Dans son manifeste, il invoquait le salvation de l'Espagne des « professionnels de la politique ».
Un directoire militaire fut créé avec huit généraux de brigade de l'Armée et un contre-amiral. La Constitution fut suspendue, les conseils municipaux dissous, les partis politiques interdits, les Somaténs furent créés en tant que milices urbaines et l'état de guerre fut déclaré.

## Une «dictature avec un roi»
L'expression « dictature avec un roi », forgée par l'historien Santos Juliá (qui utilise autant celle de « dictature militaire d'ordre royal »), traduit le fait que la réussite du coup d'État militaire fut décidé par le roi Alphonse, qui signa le décret déclarant l'état de siège et céder le pouvoir au général putschiste, de la même manière que l'année antérieure le roi d'Italie Victor-Emmanuel III avait refusé de signer le décret déclarant l'état de siège pour empêcher le succès de la marche sur Rome des fascistes, et nommá le lendemain Mussolini à la tête du gouvernement. Peu après l'instauration de la dictature, Alphonse XIII déclara à Victor-Emmanuel III lors d'une visite officielle en Italie : « J'ai mon Mussolini ». De son côté, Primo de Rivera admirait le Duce, qu'il considérait comme « l'apôtre de la campagne dirigée contre la corruption et l'anarchie ». Selon l'historienne Genoveva García Queipo de Llano, « l'augmentation des difficultés et la consolidation du régime dictatorial l'avait amené à se rapprocher un peu du fascisme, mais toujours avec indécision, de manière timide ».
Dès lors, le roi n'agit plus comme monarque constitutionnel mais seulement comme chef de l'État d'une nouvelle formule politique — de « dictature avec un roi » — qui allait plus tard se diffuser dans les autres monarchies européennes. Trois mois après le coup d'État, les président du Congrès — le comte de Romanones — et du Sénat — Melquíades Álvarez — rappelèrent au roi que la Constitution l'obligeait à convoquer des élections et furent sommairement congédiés par un décret signé par Primo de Rivera et contresigné par le monarque. Primo de Rivera le justifia en déclarant : « Le pays n'est plus impressionné par des films d'essences liberales et démocratiques; il veut de l'ordre, du travail et de l'économie ».
Dans un entretien publié le 24 janvier 1924 par le journal britannique Daily Mail, Alphonse XIII justifia sa décision ainsi : .
Dans un article écrit peu après le coup militaire, le socialiste Indalecio Prieto accusait le monarque lui-même d'en être l'instigateur, et de s'être ainsi dérobé devant l'enquête sur les responsabilités d'Anoual dont les conséquences potentielles auraient pu être redoutables pour la Monarchie

### Phases de la dictature
La dictature fut envisagée comme un régime temporaire — Primo de Rivera dit que son objectif était de ne durer que quatre-vingt-dix jours, le temps de régénérer le pays — mais elle dura finalement six ans et quatre mois,.

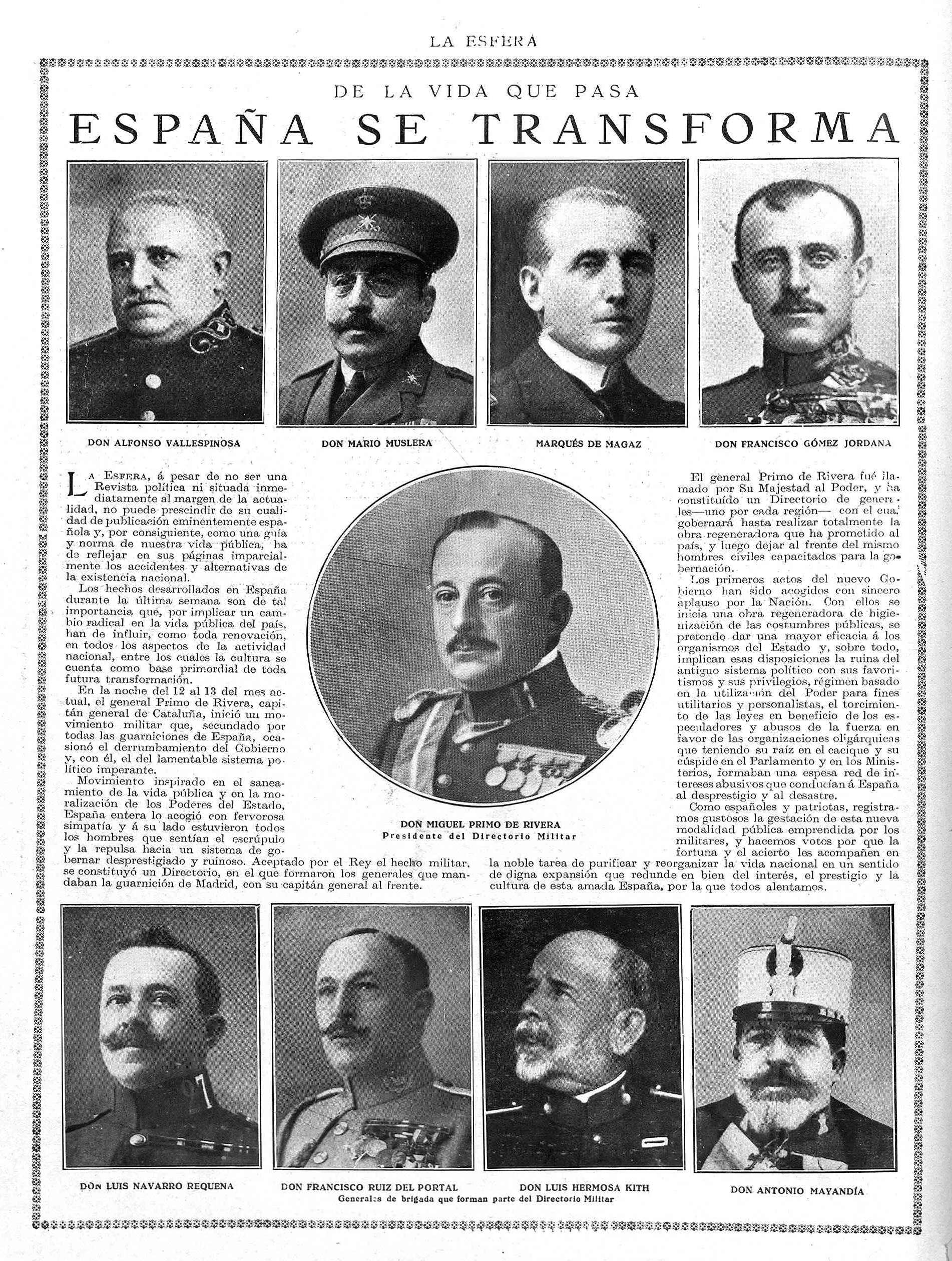
«De la vie qui passe.—L'Espagne se transforme». Page de la revue La Esfera (22 septembre 1923) avec les portraits des membres du Directoire militaire.

Le 14 septembre 1923, l'état de guerre fut déclaré, qui durerait jusqu'au 16 mai 1925. Le 15 septembre, le décret royal établissant un directoire militaire assumant toutes les fonctions du pouvoir exécutif fut approuvé. Primo de Rivera devint chef et unique membre du gouvernement. Le reste du Directoire était composé de généraux de brigade à raison d'un représentant pour chaque capitainerie générale, ainsi que du marquis de Magaz, Antonio Magaz y Pers (contre-amiral), représentant la Marine. Les généraux membre du Directoire étaient : Adolfo Vallespinosa Vior (I Région Militaire), Général d'Artillerie Luis Hermosa y Kith (II Région Militaire), Luis Navarro et Alonso de Celada (III Région Militaire), Dalmiro Rodríguez Pedré (IV Région Militaire), Antonio Mayandía y Gómez (Ve région militaire), le général Francisco Gómez-Jordana y Souza (VIe région militaire), Francisco Ruiz del Portal (VIIe région militaire) et Mario Muslera y Planes (VIIIe région militaire).
Les premières décisions du dictateur marquèrent le cap de son style de gouvernement. La dissolution des Cortes a été accompagnée le 18 septembre d'un décret interdisant l'usage de toute langue autre que l'espagnol, et celui de symboles comme que les drapeaux basques ou catalans. Le conservateur Alfons Sala fut nommé à la tête de la Mancommunauté de Catalogne et les députations provinciales furent dissoutes. Les libertés politiques furent restreintes, le système de représentation a été annulé, les garanties constitutionnelles suspendues et la presse censurée.
Le 3 décembre 1925, le poste de président du Conseil des ministres fut rétabli et un Directoire civil fut créé, constitué d'hommes non issus de l'ancien système de partis, parmi lesquels José Calvo Sotelo comme ministre des Finances, Galo Ponte y Escartín comme ministre de la Grâce et de la Justice et Eduardo Callejo de la Cuesta comme ministre de l'Instruction publique, entre autres. La Constitution resta suspendue.

## Le directoire militaire (1923-1925)

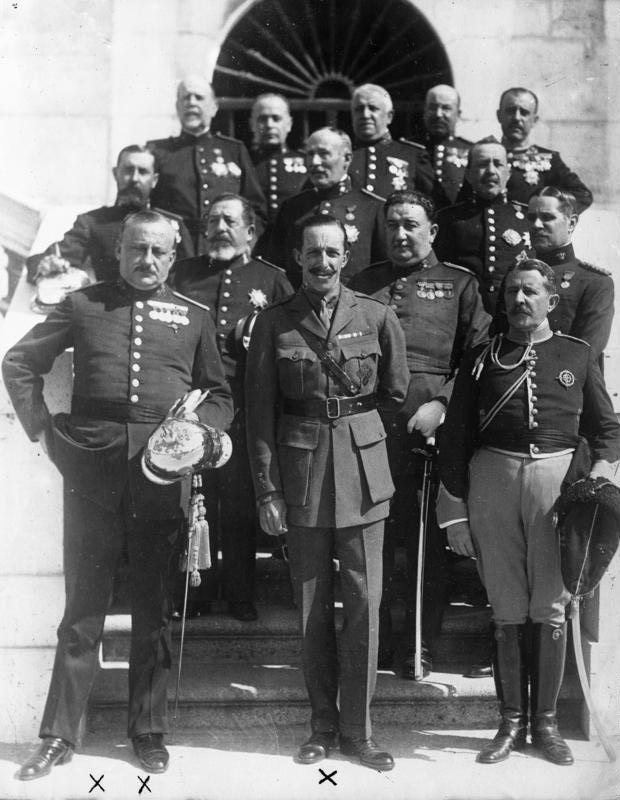
De gauche à droite (en gras les généraux membres du Directoire et entre parenthèses le numéro de la région militaire qu’ils représentaient ; en italique les quatre généraux du Quadrilatère) : le général Primo de Rivera, le roi Alphonse XIII, et le général José Cavalcanti de Alburquerque, au premier rang; le général Antonio Mayandía Gómez (5), le général Federico Berenguer Fusté et le général Leopoldo Saro Marín, au second rang ; le général Antonio Dabán Vallejo, le général Francisco Ruiz del Portal (7e) et le général Luis Navarro y Alonso de Celada (3.ª), au troisième rang ; le général Luis Hermosa y Kith (2e), le général Dalmio Rodríguez Pedré (4e), le général Adolfo Vallespinosa Vior (1re), le général Francisco Gómez-Jordana Sousa (6e), et le général Mario Muslera y Planes (8e), au dernier rang.

### Rétablissement de l'ordre public
La première mesure prise par le Directoire fut la destitution des autorités provinciales et locales (gouverneurs civils, maires, présidents de députations provinciales) qui furent remplacées par des militaires, dont la mission première fut le rétablissement de l'ordre public par un déclaration expéditive de l'état de guerre, ce qui signifiait la suspension des garanties constitutionnelles (telles que l'inviolabilité du domicile, la liberté de réunion et d'association, etc.) et l'attribution à la juridiction militaire des « délits politiques » (y compris celui d'afficher des drapeaux autre que le national et l'utilisation dans des actes officiels de langues autres que le castillan) et d'une bonne partie des délits de droit commun. Par un décret du 17 septembre, le directoire rétablit l'institution catalane du Somatén, qu'il étendit à toutes les provinces d'Espagne.
La déclaration de l'état de guerre permit le rétablissement de la paix sociale. Le pistolérisme disparut presque totalement (seulement 51 attaques furent recensées entre 1923 et 1928, contre 1 259 de 1919 à 1923) et le nombre de grèves fut réduit, le tout aidé par la croissance économique caractéristique de la décennie.
La politique suivie par la dictature avec les deux grandes organisations syndicales fut très différente. Primo de Rivera tenta d'attirer les socialistes, provoquant une division en leur sein entre les partisans de la collaboration avec la dictature, dirigés par Julián Besteiro, Francisco Largo Caballero et Manuel Llaneza, et ceux qui s'y opposaient, dirigés par Indalecio Prieto et Fernando de los Ríos. La position des premiers prévalut finalement et les socialistes furent intégrés au Conseil du Travail à la suite de l'absorption par ce nouvel organisme de l'Institut des Réformes Sociales, et même Largo Caballero fit partie du Conseil d'État, ce qui provoqua la démission de Prieto de la direction du PSOE. En revanche, la dictature adopta une politique répressive envers la CNT, si bien que l'organisation anarchiste devint clandestine.

### Lutte contre le caciquisme
Primo de Rivera se considéra comme le « chirurgien de fer » qui devait réaliser le « démantèlement du caciquisme » dénoncé par Joaquín Costa au début du siècle. Ainsi, outre le rétablissement de la paix sociale, l'autre objectif assigné aux nouvelles autorités militaires provinciales et locales fut de « régénérer » la vie publique en mettant fin aux réseaux de caciques, une fois que l'« oligarchie » des hommes politiques du turno avait déjà été écartée du pouvoir. Les nouveaux gouverneurs civils, tous militaires, furent chargés d'enquêter sur les cas de corruption, en admettant dans un premier temps les dénonciations anonymes, et, pour assister les gouverneurs, des délégués, également militaires, furent nommés dans chaque district judiciaire — plus de huit cents corporations locales furent soumises à enquête et plus d'une centaine de dossiers furent ouverts car des irrégularités y avaient été détectées —.
Cependant, les résultats furent mitigés. La mesure de nomination de délégués du gouvernement s'avéra peu efficace car il y eut parmi eux aussi des cas de corruption, « certains sont même devenus d'authentiques caciques ». En réalité, « la raison fondamentale de la crise du caciquisme durant la période de la dictature fut la marginalisation du pouvoir pendant si longtemps des partis du turno », même si de nombreux caciques trouvèrent refuge dans le parti unique de la dictature, l'Union Patriotique.
La réforme de la politique locale culmina avec la promulgation du Statut municipal de 1924, promu par le directeur général de l'administration locale de l'époque, l'ancien mauriste José Calvo Sotelo. Le préambule du Statut affirmait que « pour être démocratique, l'État doit s'appuyer sur des municipalités libres », mais les maires restèrent nommés directement par le gouvernement.
Une autre étape dans le « démantèlement du caciquisme » fut la dissolution des députations provinciales en janvier 1924, à l'exception de celles des provinces basque et de la Navarre. Les gouverneurs civils furent chargés de nommer leurs nouveaux membres, choisis parmi les professionnels libéraux et les hommes d'affaires, ce qui provoqua la désaffection des membres de la Lliga Regionalista dirigée par Josep Puig i Cadafalch, qui avait d'abord cru en la bonne volonté régionaliste de Primo de Rivera, les personnes nommées dans les quatre députations catalanes et dans les conseils municipaux, étant des espagnolistes, pour la plupart issus du parti unique de la dictature.

### L'Union Patriotique: un parti «apolitique»
Au début de 1924, commença à prendre forme l'idée qu'il ne suffisait pas pour « régénérer » le pays de mettre fin à « l'oligarchie » et de « démanteler le despotisme », mais qu'une « nouvelle politique » était nécessaire, fondée sur sur « des gens aux idées saines » et les hommes « de bonne foi » qui formeraient un « parti politique, mais apolitique, qui exerce une action politico-administrative ». Une force politique qui ne définirait pas les objectifs ou les politiques à mener, mais prendrait en charge l'administration de l'État, en mettant en pratique la devise du régénérationisme réclamant « moins de politique, plus d'administration ».
C'est ainsi que fut fondée en avril l'Union patriotique — les premières « unions patriotiques » étaient apparues spontanément dans les cercles du catholicisme politique —. Primo de Rivera le définit comme « un parti central, monarchique, modéré et sereinement démocratique » et lui donna un trilemme, dans le style du carlisme : « Patrie, Religion et Monarchie ». L'un de ses idéologues, l'écrivain traditionaliste José María Pemán, inquiet de le différencier du fascisme, déclara que l'État défendu par l'Union patriotique était « social-chrétien traditionnel », et qu'il renonçait également au suffrage universel qu'il considérait comme « une grave erreur ». Dans le parti confluèrent des membres de la droite catholique traditionaliste (antilibérale et antidémocratique), du maurisme et d'autres secteurs conservateurs, des « apolitiques » variés ainsi que de simples opportunistes.
L'Union patriotique fut un parti « organisé à partir du pouvoir et par le pouvoir » (comme le reconnut José Calvo Sotelo). Pour le constituer, le dictateur se basa sur une formation politique en gestation issue du monde catholique antilibéral et antidémocratique non carliste, liée à l'Association nationale catholique des propagandistes, organisation dirigée par Ángel Herrera Oria qui avait précisément promu les premières « unions patriotiques » afin de former le grand parti de la droite catholique.
La base de l'Union patriotique fut fondamentalement locale et provinciale, et le Conseil d'administration national créé en 1926 n'eut jamais de fonctions bien déterminées. Le rôle du journal La Nación, son organe de presse soutenu financièrement par l'Administration, joua un rôle plus important pour agglutiner le parti.
D'autre part, l'efficacité de l'Union Patriotique dans sa lutte contre le caciquisme fut en réalité réduite, car « elle incorpora dans ses rangs de nombreux anciens caciques et permit la création de nouveaux caciquats », comme dans le cas de la province de Cadix, d'où Primo de Rivera était originaire, « où pratiquement tous les caciques traditionnels rejoignirent l'Union Patriotique ».

### Renforcement du nationalisme espagnol et Lutte contre le «séparatisme»
Le manifeste du 13 septembre faisait référence à « propagande séparatiste éhontée » comme l’une des justifications du coup d’État. Le 18 septembre, le Directoire promulguait un décret contre le « séparatisme », punissant de lourdes peines les « délits contre la sécurité et l'unité de la Patrie » qui seraient jugés par les tribunaux militaires. La dictature opta ainsi dès ses premiers jours pour « un nationalisme espagnol autoritaire et belliqueux. Les symboles et entités liés aux autres nationalismes furent interdits. La censure réduisit au minimum non seulement la presse démocratique et ouvrière, mais également les publications dans d'autres langues. Les activités politiques furent sévèrement limitées et, en général, les nationalismes et régionalismes infra-étatiques entrèrent dans une éclipse forcée, qui durerait jusqu'en 1929 ».
En Catalogne, le soutien qu'avait apporté la Lliga Regionalista au coup d'État apparut rapidement comme une erreur, car celui-ci mena immédiatement une politique de persécution du catalanisme. Entre autres mesures, la langue catalane fut interdite lors des événements officiels, on tenta d'exclure son dans les sermons et cérémonies religieuses, l'espagnol fut imposé comme seule langue de l'administration, les toponymes catalans furent castillanisés et modifiés, et les Jeux floraux furent interdits — ils durent être célébrés à l'extérieur —, comme on interdit de hisser le drapeau catalan, on limita la danse de la sardane, des institutions professionnelles, syndicales et sportives furent poursuivies sous le seul motif qu'elles utilisaient le catalan, etc. Cette politique suscita de nombreux conflits avec diverses institutions catalanes et entités catalanistes qui résistèrent, et beaucoup d'entre elles finirent par être fermées de façon temporaire — par exemple, de certains locaux de la Lliga Regionalista et ceux de son journal La Veu de Catalunya — ou définitive.
En janvier 1924, Primo de Rivera rencontra à Barcelone certains dirigeants politiques catalans mais n'obtint que le soutien de l'espagnoliste Union monarchiste nationale, dont le leader Alfonso Sala Argemí devint président de la Mancomunitat après la démission de Puig i Cadafalch. Cependant, Sala finit par affronter les autorités militaires de Catalogne, adressa par courrier des protestations à Primo de Rivera et démissionna lorsque le statut provincial fut approuvé en mars 1925, qui interdisait en pratique la Mancommunauté.
Après la disparition de l'institution régionale, les déclarations de Primo de Rivera sur la culture, l'identité, la langue et les institutions de la Catalogne se firent plus virulents et en opposition totale à toute forme d'autonomie régionale. Comme le souligne l'historienne Genoveva García Queipo de Llano, « Primo de Rivera a offensé non seulement les groupes politiques mais la société catalane dans son ensemble ». Acció Catalana porta le « cas catalan » devant la Société des Nations et Francesc Macià, ancien officier militaire et fondateur du parti catalaniste radical Estat Catalá, devint le symbole de la résistance de la Catalogne à la dictature.

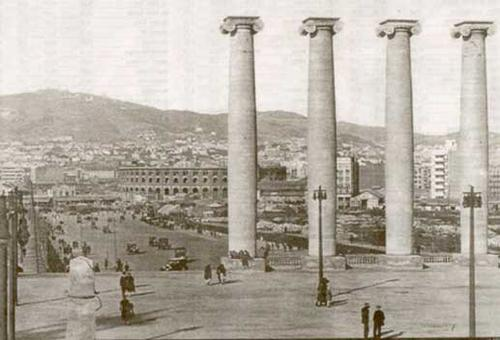
Les quatre colonnes représentant les quatre barres du drapeau catalan, œuvre de l'architecte Puig et Cadafalch pour l'Exposition internationale de Barcelone (1929).
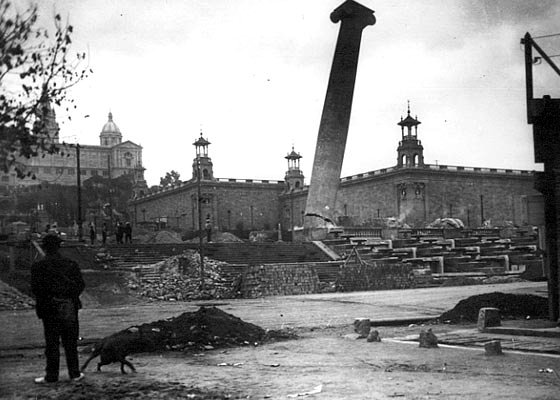
Démolition des colonnes sur ordre de Primo de Rivera.
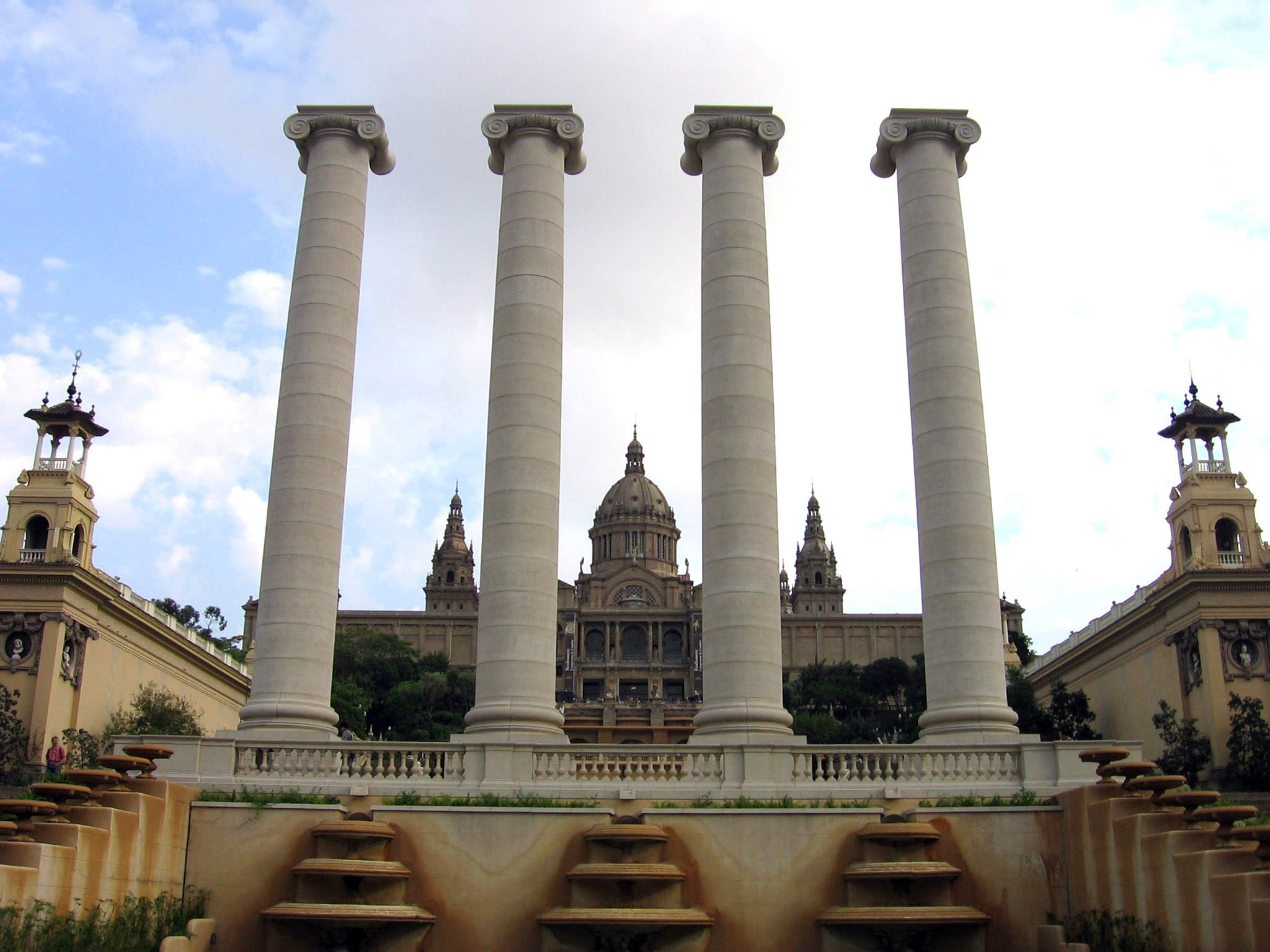
Les quatre colonnes ont été reconstruites et placées à proximité de leur emplacement d'origine en 2011.
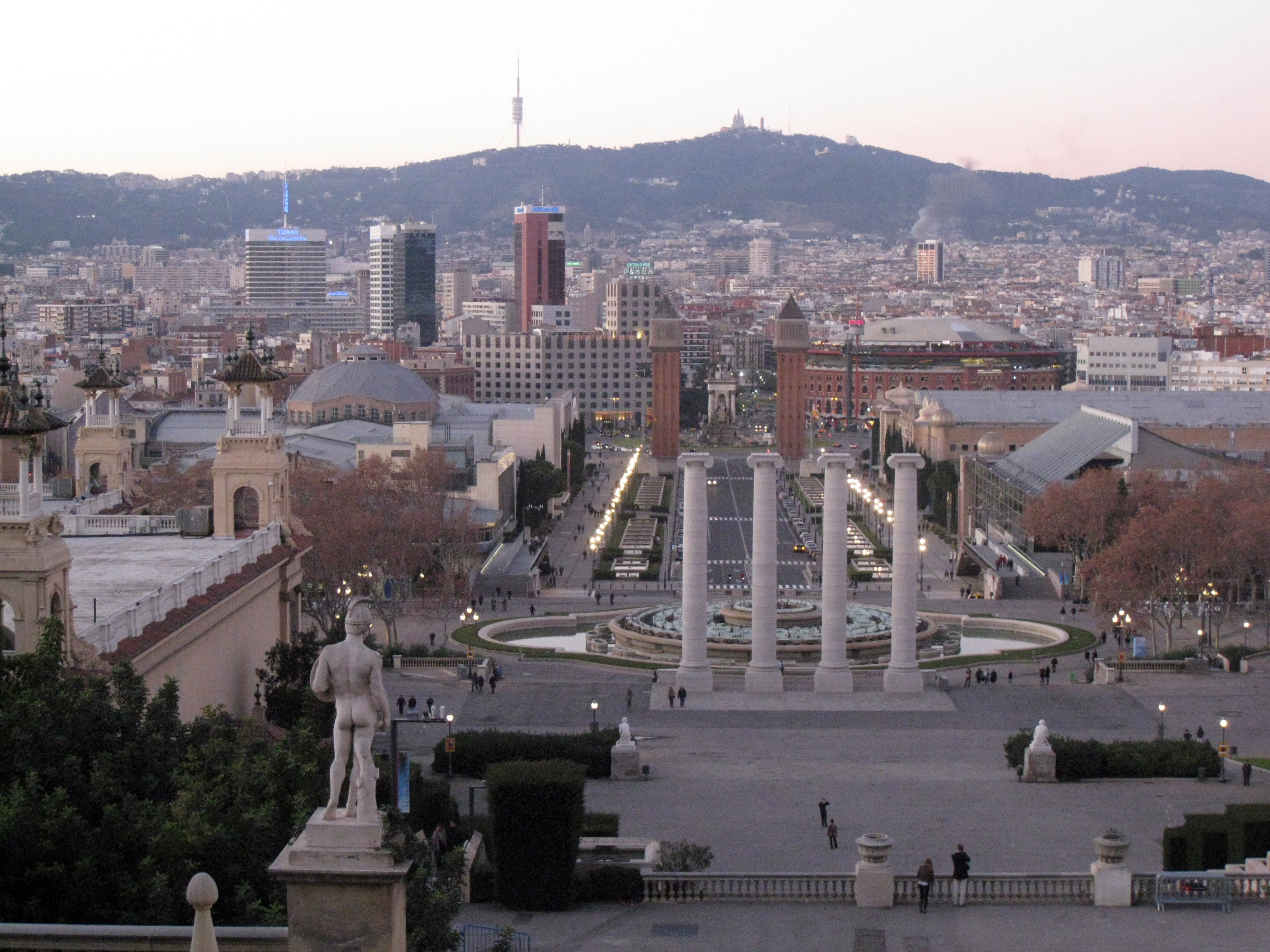
Vue des quatre colonnes depuis le Palau de Montjuic.

### Pacification du Maroc
Concernant le « problème marocain », le général Primo de Rivera s'était toujours montré favorable à un renoncement, c'est donc logiquement qu'il ordonna le retrait des troupes vers la bande côtière du protectorat espagnol du Maroc, avec pour conséquence un malaise du secteur « africaniste » de l'armée. Parmi eux se trouvait le lieutenant-colonel Francisco Franco, auteur de plusieurs articles dans la Revista de Tropas Coloniales en défense du colonialisme espagnol. L'une des raisons de fond de l'opposition à l'abandon du Maroc était que le retrait signifiait la fin des promotions rapides pour mérites de guerre, qui permettaient aux officiers en poste en Afrique de monter en grade et en solde plus rapidement que ceux qui l'étaient dans les garnisons de la Péninsule. Ce fut le cas du lieutenant-colonel Franco lui-même, qui, une fois diplômé, postula dans l'Armée d'Afrique (dans les « Regulares », d'abord à Melilla puis à Ceuta) et, en seulement cinq ans (de 1912 à 1917), fut promu de lieutenant à commandant pour « mérites de guerre ». Lorsque le lieutenant-colonel Millán-Astray organisa la Légion étrangère en 1920 (sur le modèle français), il nomma le commandant Franco à la tête d'un de ses bataillons. En 1922, Franco publia Marruecos, diario de una Bandera, consacré à son expérience dans ce corps. La même année, les médias conservateurs, comme le journal ABC, l'utilisèrent comme exemple de « soldat » face à la campagne antimilitariste déclenchée après la débâcle militaire d'Anoual. En 1923, Franco prit la direction de la Légion et fut promu lieutenant-colonel. Lorsque finalement Primo de Rivera décida de reprendre la guerre au Maroc, Franco, comme d'autres officiers « africanistes », changea de posture, devenant un fervent partisan du régime dictatorial. En seulement trois ans, Franco fut promu d'abord colonel, puis général ; il avait seulement trente-trois ans. L'historien Gabriel Cardona explique que sans la guerre, il aurait alors été capitaine.
En mars 1924, Primo de Rivera ordonna le retrait des troupes de la zone de Yebala et Xauen, ce qui permettrait de réduire les lignes de front. Cependant, le retrait fut effectué dans de mauvaises conditions météorologiques, ce dont profita Abd el-Krim, à la tête de la République autoproclamée du Rif, pour lancer une offensive. L'opération espagnole fut un échec total, avec un nombre de blessés supérieur à celui de la bataille d'Anoual trois ans plus tôt, mais un nombre de morts inférieur ; Abd el-Krim s'empara d'une bonne partie du protectorat espagnol. Primo de Rivera réussit à cacher l'ampleur du désastre à l'opinion publique grâce à la censure, mais en octobre 1924, il dut assumer personnellement le poste de haut-commissaire espagnol au Maroc. Ce n'est qu'à la suite de l'attaque des positions françaises par les Rifains au printemps 1925 que Primo de Rivera put sauver la situation.

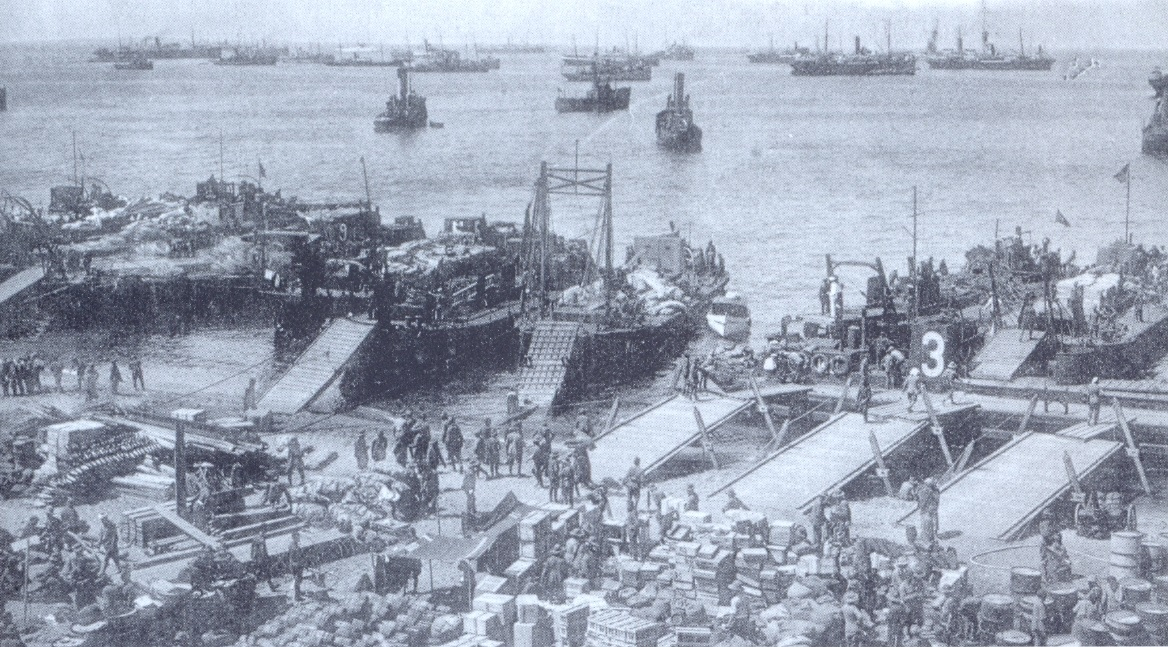
Débarquement d'Al Hoceïma, en septembre 1925.

En effet, l'attaque d'Abd el-Krim contre les zones du Maroc sous protectorat français suffit pour que la France se montrât, pour la première fois, favorable à une collaboration avec l'Espagne afin de mettre fin à la rébellion rifaine. De cette collaboration naquit le projet de débarquement à Al Hoceïma, qui eut lieu en septembre 1925 et fut un succès complet, car il surprit l'ennemi à l'arrière-garde et sépara en deux parties disjointes la zone contrôlée par les rebelles. En avril 1926, Abd el-Krim demandait l'ouverture de négociations. L’année suivante, le Maroc était totalement pacifié et cessa de représenter un problème pour l’Espagne. Souhaitant éviter à tout prix de tomber aux mains de l'armée espagnole, Abd el-Krim se rendit aux Français, qui le déportèrent à la Réunion. Selon Genoveva García Queipo de Llano,cette victoire fut le plus grand triomphe de Primo de Rivera, conditionna la politique extérieure du régime et fut un facteur déterminant le poussant à poursuivre l'expérience de la dictature au-delà de ce qui avait été annoncé.
D'autre part, Santos Juliá souligne qu'une fois la direction des opérations confiée aux africanistes, l'épineuse question des responsabilités du désastre d'Anoual put facilement être ignorée du régime.

## Le Directoire Civil (1925-1930)

### Naissance du Directoire civil
L'historienne Ángeles Barrio remarque : « la popularité que le succès de la campagne d'Afrique avait conférée à Primo de Rivera lui permit de faire un pas en avant dans la continuité du régime, de ramener l'armée dans les casernes et d'entreprendre une phase civile du Directoire. En effet, le 13 décembre 1925 Primo de Rivera constitua son premier gouvernement civil, dans lequel les postes clés — présidence, occupée par lui-même, vice-présidence et Intérieur, par Severiano Martínez Anido, et Guerre par Juan O'Donnell, duc de Tétouan — étaient néanmoins réservés aux militaires. Dès la cérémonie de présentation du gouvernement, afin d'écarter les spéculations de plus en plus insistantes et émanant de divers secteurs sur la nécessité d'un retour au régime constitutionnel, Primo de Rivera fit publiquement part de son intention de maintenir la Constitution en suspens et de ne pas convoquer d'élections ».
Avec le « Directoire civil », Primo de Rivera rétablit le Conseil des Ministres avec les portefeuilles traditionnels et composé pour moitié de civils et de militaires. Les civils étaient issus de l'Union Patriotique ; parmi eux se distinguaient figures montantes de l'autoritarisme corporatif : José Calvo Sotelo — un ancien mauriste qui au cours des deux années précédentes avait occupé la Direction générale de l'administration locale — au Trésor, Eduardo Aunós au Travail et le comte de Guadalhorce à l'Équipement . Un autre ministre éminent était le conservateur José Yanguas Messía.
Selon Genoveva García Queipo de Llano, avec la nomination du Directoire civil, Primo de Rivera affichait sa volonté de rester indéfiniment au pouvoir.

### Échec de l’institutionnalisation du régime
La première étape vers l'institutionnalisation du régime fut la fondation en avril 1924 de son parti unique l'Union Patriotique, et la seconde la formation du Directoire civil en décembre 1925. Les étapes suivantes furent l'établissement de l'Organisation nationale corporative (OCN) et la convocation de l'Assemblée nationale consultative chargée de préparer un projet de nouvelle constitution.

#### L'Organisation corporative nationale
Primo de Rivera avait promis aux secteurs ouvriers une attitude « d'intervention paternelle » afin d'améliorer leurs conditions de vie et de travail, ce qui se concrétisa par la création en novembre 1926 de l'Organisation corporative nationale (OCN), une institution qui régulerait les relations entre travailleurs et patrons sous la « supervision » de l'État, et dont le promoteur était le ministre du Travail Eduardo Aunós, ancien membre de la Ligue régionaliste et défenseur du catholicisme social. L'idée de l'OCN était inspirée de la doctrine sociale de l'Église, bien qu'elle fût également influencée par le modèle corporatif fasciste — concernant le rôle de tutelle accordé à l'État —,. Selon Ángeles Barrio, l'objectif ultime de l'OCN était de garantir la paix sociale à travers une politique interventionniste dans le monde du travail de « corporatisme social ».
L'OCN incluait un premier échelon composé de comités paritaires, un deuxième des commissions mixtes provinciales et un troisième des conseils de chaque corps de métier, qui en constituaient l'organe suprême. La représentation des employeurs et des travailleurs était égale à chaque échelon — cinq de chaque côté —, la présidence étant exercée par un représentant du gouvernement. Primo de Rivera proposa la représentation de la classe ouvrière au sein de l'OCN au syndicat socialiste Union générale des travailleurs (UGT), ce qui suscita une division interne parmi les socialistes, l'UGT ayant accepté l'offre. Ce projet était avantageux pour l'UGT, qui voyait ainsi favorisés son développement, l'élargissement de sa base et de sa représentativité, ainsi que son influence dans les relations au sein du monde du travail, au détriment de la CNT, le grand syndicat anarchiste avec lequel elle était en concurrence depuis le début du siècle. Cette collaboration créa néanmoins une profonde fracture du socalisme espagnol, certains de ses leaders — comme Indalecio Prieto ou Fernando de los Ríos — s'y opposant car ils la jugeaient opportuniste et compromettante .

#### L'Assemblée nationale consultative et le projet de nouvelle Constitution
Le 13 septembre 1926, troisième anniversaire du coup d'État qui l'avait mené au pouvoir, Primo de Rivera organisa un plébiscite informel afin de démontrer qu'il avait le soutien populaire et ainsi faire pression sur le roi pour qu'il accepte sa proposition de convoquer une Assemblée consultative, non élue. Le monarque s'y refusa pendant un an mais il signa finalement en octobre 1927 le décret de convocation de l'Assemblee nationale consultative, chargée de « préparer et présenter progressivement au gouvernement, dans un délai de trois ans et sous forme d'avant-projet, une législation générale et complète qui, en temps voulu, devra être soumise à un sincère débat public, et qui, dans la partie opportune, sera soumise à la sanction royale ». Cette Assemblée se réunit en février 1928. La majorité de ses presque 400 membres furent nommés, directement ou indirectement, par le gouvernement, une soixantaine d'entre eux seulement ayant été auparavant députés, sénateurs ou ministres.
Le décret-loi royal du 12 septembre 1927 qui l'instituait précisait : « ce ne doit pas être un Parlement, elle ne légiférera pas, ne partagera pas de souverainetés », mais plutôt un « organe d'information, de controverse et de conseil de caractère général qui collaborera avec le Gouvernement ». Il s'agissait d'une « une assemblée corporative, entièrement dépendante du pouvoir exécutif », « avec des membres élus par les conseils municipaux, les députations provinciales, les unions patriotiques, les organes de l'État et des représentants éminents de l'administration, de l'armée, de la justice ou de l'Église avec d'autres représentants du travail, du commerce, de la culture, des arts et d'autres activités [élus] par le gouvernement, et se voulait l'expression d'un modèle de représentation tripartite — Administration, Société et Parti — qui avait ses racines dans corporatisme classique et dans le corporatisme fasciste italien ».
Un revers important pour le projet de Primo de Rivera fut le refus des socialistes de participer à l'ANC, motivé initialement par le fait que les postes leur avaient été attribués sans élection, refus qu'ils maintinrent encore lorsque Primo de Rivera accepta plus tard qu'ils soient élus par le syndicat UGT. Le socialiste qui manifesta la plus forte opposition le plus fortement fut Indalecio Prieto, tandis que Francisco Largo Caballero ou Julián Besteiro continuaient à défendre la collaboration avec le régime (Besteiro arguait les socialistes devraient aller à l'Assemblée puisqu'ils avaient participé aux Cortes, celles-ci étant selon lui aussi illégitimes que celle-là). Les universités, de plus en plus en opposition avec le régime, n'envoyèrent pas non plus de représentants.
La première section de l'Assemblée, présidée par José Yanguas Messía, dont le secrétaire était José María Pemán et qui comptait parmi ses membres Antonio Goicoechea, Víctor Pradera et César Silió, fit à l'été 1928 une proposition, présentée comme un avant-projet de « Constitution de la Monarchie espagnole », qui rompait néanmoins complètement avec l'histoire du constitutionnalisme espagnol et que le célèbre juriste républicain Mariano Gómez González qualifia de charte octroyée.
L'avant-projet de Constitution — appelé Statut fondamental de la monarchie, rédigé par José María Pemán, Gabriel Maura Gamazo et Juan de la Cierva —  avait un caractère jugé fortement autoritaire étant donné qu'il limitait l'exercice des droits, n'établissait pas de séparation des pouvoirs et que seule la moitié de l'unique chambre du Parlement était élue au suffrage universel, l'autre moitié étant nommée par les « corporations » et par le roi. Le texte ne satisfit personne, pas même Primo de Rivera, en raison du poids excessif concédé à la Couronne. Ainsi, un an après sa présentation et alors que le projet semblait dans une impasse, le débat politique commença à se focaliser sur l'ouverture d'une véritable « période constituante ».
Comme le note Genoveva García Queipo de Llano, « ce qui finit par ruiner la dictature en tant que formule politique, c'est sa propre incapacité à trouver une formule institutionnelle différente de celle du passé ».

### Police étrangère

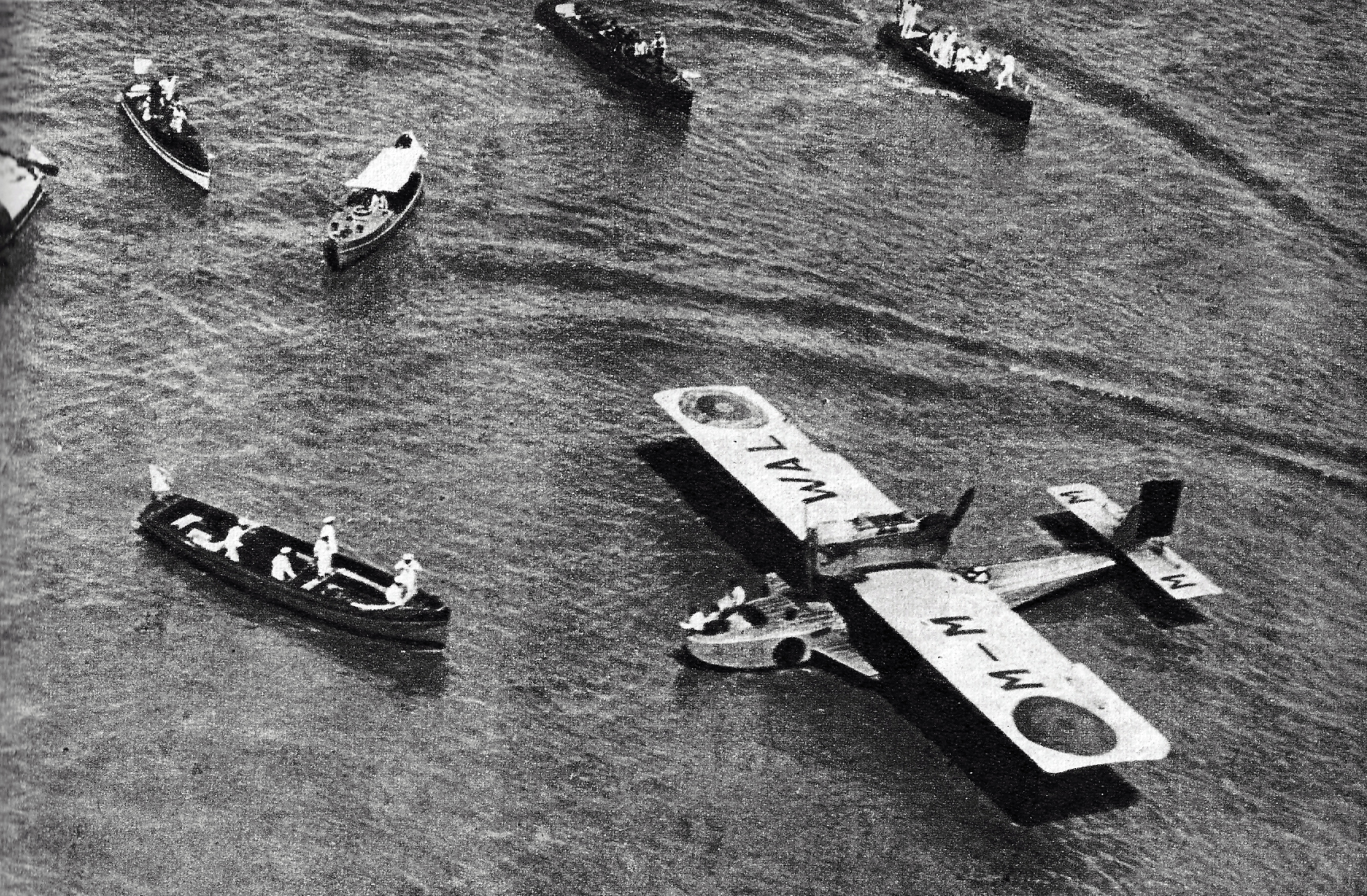
Amerrissage du Plus Ultra dans le Río de la Plata, au large de Buenos Aires (janvier 1926).

Le succès dans la pacification du Maroc après le débarquement à Al Hoceima encouragea une politique étrangère plus agressive. Primo de Rivera exigea que Tanger, ville du Maroc qui comptait une importante communauté espagnole ou d'origine espagnole, soit intégrée au protectorat. Il fut soutenu par Mussolini, éveillant les soupçons de la France et du Royaume-Uni, garantes du statut international de la ville. Dans le même temps, il exigea que l'Espagne ait un siège permanent au Conseil de la Société des Nations, menaçant de se retirer de l'organisation en cas de refus. Finalement, Primo de Rivera n’atteignit aucun de ces objectifs. Pour ce qui est de Tanger, il obtint quelques concessions administratives et militaires, mais la ville conserva son statut international, et quant à la Société des Nations, Primo de Rivera dut se contenter que l'une de ses réunions soit célébrée à Madrid. 

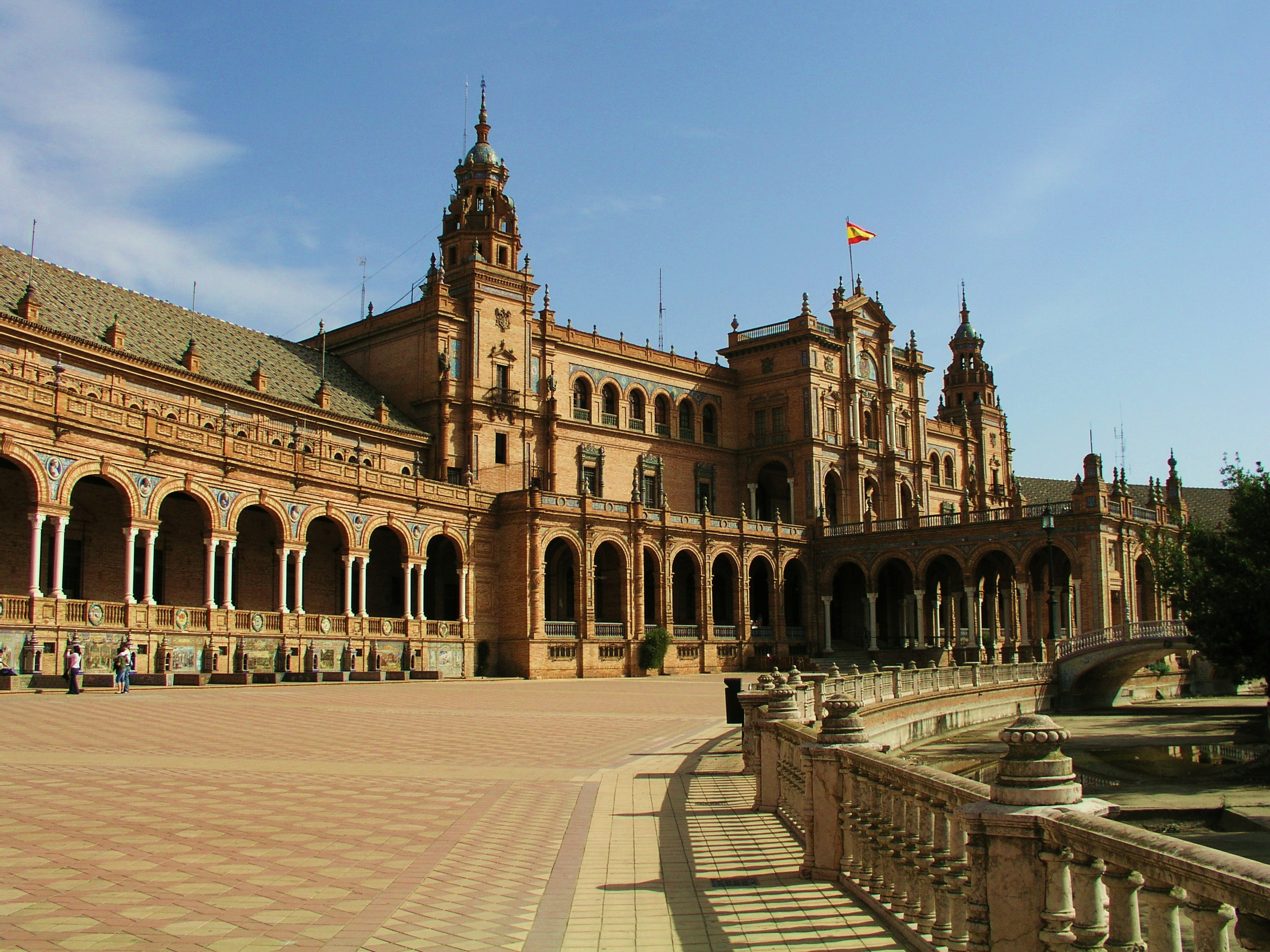
Plaza de España de l'Exposition ibéro-américaine de Séville en 1929.

Ces échecs conduisirent Primo de Rivera à réorienter sa politique étrangère vers le Portugal et l'Amérique hispanique — terme qui commençait alors à se répandre —. La dictature parraina ainsi le voyage du Plus Ultra, un hydravion piloté par le commandant Ramón Franco parti de Palos de la Frontera le 22 janvier 1926 et arrivé à Buenos Aires deux jours plus tard, après s'être arrêté aux îles Canaries et à celles du Cap Vert. L'Exposition ibéro-américaine de Séville en 1929 poursuivait le même objectif de renforcer les liens entre la « mère patrie » et les républiques américaines.
En 1927, le dictateur italien Benito Mussolini proposa la formation d'un dénommé « Bloc latin » rassemblant l'Italie, la France, l'Espagne et le Portugal dans une alliance basée sur la civilisation latine et la culture commune existant entre ces nations. La proposition italienne n’aboutit pas, car la condition selon laquelle l’Espagne devait quitter la sphère d’influence française fut maintenue, Mussolini, à sa grande frustration, n’ayant pu parvenir à aucun accord en ce sens avec Primo de Rivera.

### Politique économique

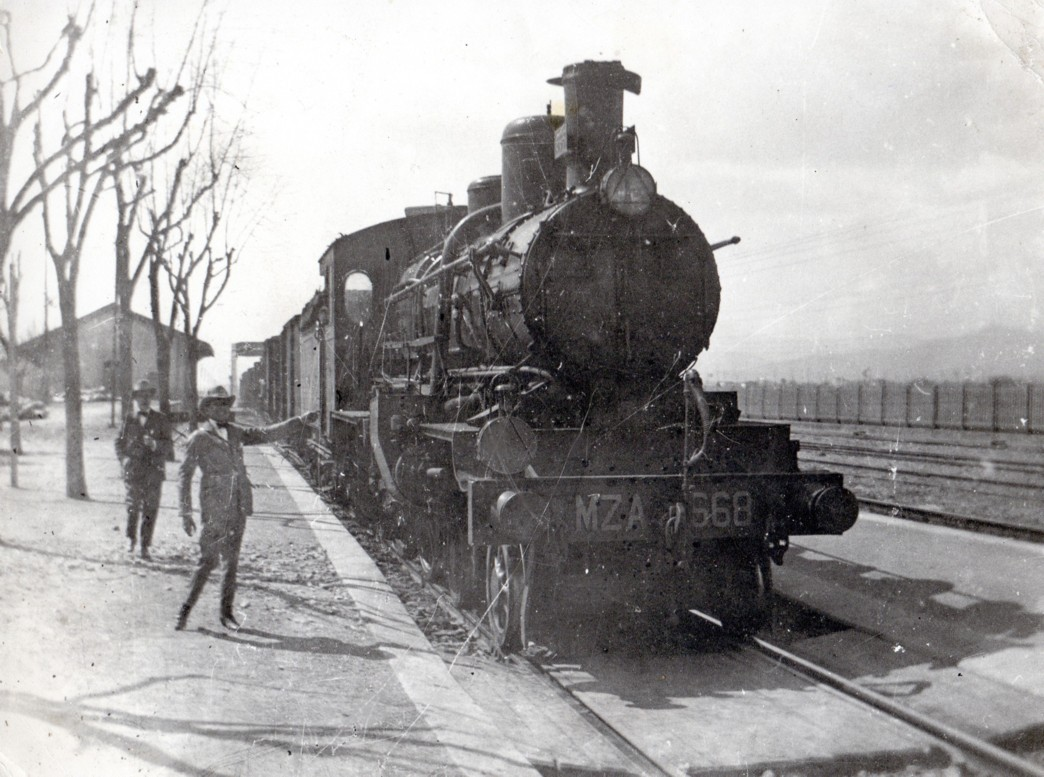
Locomotive MZA, l'une des plus puissantes de son époque. L'expansion et la modernisation du réseau de transport espagnol furent l'une des forces de la dictature de Primorrio.

La dictature centra sa propagande sur les réussites économiques. La croissance économique pendant la dictature était similaire à celle connue dans le reste de l'Europe et coïncidait avec une situation internationale très favorable ayant suivi la Première Guerre mondiale, les dénommées « années folles ». Cependant, vers 1930, la différence de PIB par habitant par rapport aux pays les plus avancés restait notable. Sa politique économique était basée sur un plus grand interventionnisme via des organismes tels que le Conseil national de l'économie créé en 1924 (sans l'autorisation duquel aucune nouvelle industrie ne pouvait, par exemple, être créée)  et sur le protectionnisme de la production nationale. Le Conseil national de l'économie joua un rôle de premier plan dans le développement de la politique économique du régime, étant chargé de fixer les tarifs douaniers, de négocier les accords commerciaux et plus généralement de défendre la production nationale. Il était composé de techniciens de l'administration et de représentants des différents secteurs productifs, bien que les membres directement élus et les délégués syndicaux fussent minoritaires par rapport aux délégués des organisations patronales. Deux réussites importantes de cette institution furent la création en juin 1927 de la CAMPSA et de la Compagnie téléphonique nationale d'Espagne (la concession fut effectuée en 1924), avec un capital majoritaire de la compagnie nord-américaine ITT.. La politique économique interventionniste de la dictature se fit la plus évidente dans les travaux publics, des travaux hydrauliques — création des Confédérations hydrographiques — au réseau routier — fondation en 1926 du Circuit national des entreprises spéciales, qui créa quelque 7 000 kilomètres de routes le premier véritable réseau routier d'Espagne — et ferroviaire, et l'apport de l'électricité dans le monde rural. Une politique économique qu'Ángeles Barrio résume ainsi : « nationalisme économique à outrance, interventionnisme et peur de la concurrence étaient déjà des maximes traditionnelles de la politique économique en Espagne, et Primo de Rivera a seulement fait en sorte qu'ils se développent et atteignent leur expression maximale pendant les années de la dictature ».
En 1928, constatant les bénéfices considérables réalisés par la vente du pétrole en Espagne, Primo de Rivera entreprit d'ériger un monopole d’État du carburant, afin que les profits n’aillent plus grossir les dividendes des actionnaires et des intermédiaires, mais tombent dans l’escarcelle de l’État. Il confia à la Compañía Arrendataria (CAMPSA, un groupement de banques) l’exploitation de ce monopole, dont l'État conservait 30 % des actions. Cette décisioa entraîne des mesures de rétorsion de la part des trusts pétroliers de l'époque, dont la Standard Oil, la Royal Dutch et la Shell. Malgré son anticommunisme, Primo de Rivera se tourna alors vers l'URSS, qui devint le principal fournisseur de carburant de l'Espagne, lui vendant 40 % du pétrole consommé dans le pays.[réf. nécessaire]
Tout cela motiva une bureaucratisation de l'économie, qui donna lieu à des épisodes de « favoritisme » comme l'octroi de monopoles à Juan March (tabac au Maroc) ou à Urquijo y Ussía. En revanche, des régions déjà industrialisées, comme la Catalogne ou le Pays basque, connurent un essor notable de leur prospérité économique et de la création d'emplois. On passa de 57 % de postes de travail dans le secteur agricole à 45 %, et le parc automobile doubla en six ans. Ainsi se consolidait un modèle qui allait permettre le développement économique de certaines régions et la stagnation relative d’autres. En outre, l'augmentation démographique, ainsi que le processus antérieur, ont provoquèrent les premières migrations internes notables dans la péninsule à l'époque moderne.

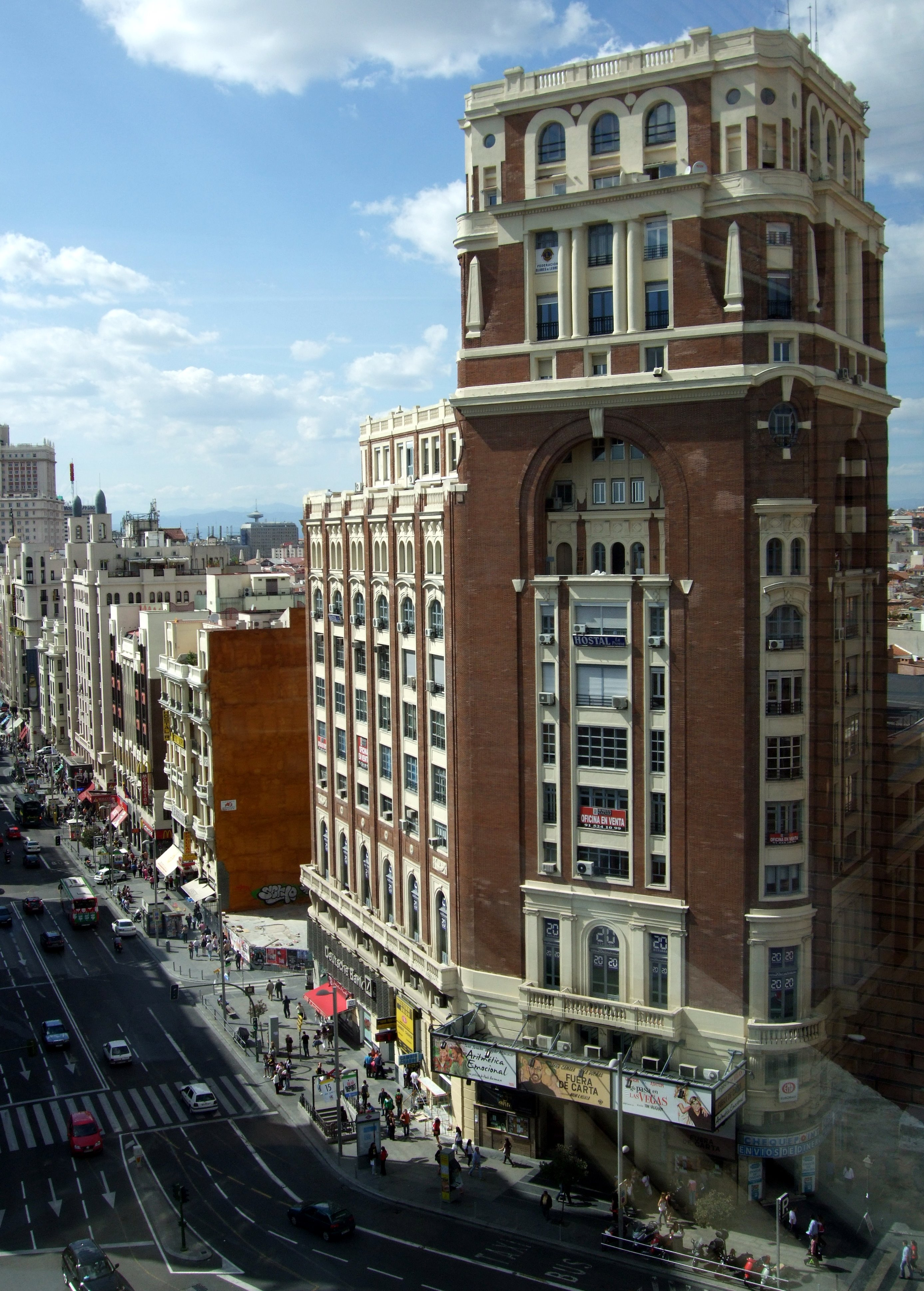
Bâtiment du Palais de la Presse sur la Gran Vía de Madrid, inauguré en 1929.

Aucune réforme fiscale permettant d'augmenter les revenus ne fut mise en place pour financer l'augmentation considérable des dépenses publiques qu'impliquait la politique économique interventionniste de la dictature, il s'avéra donc nécessaire de recourir à l'émission de dette, ce qui augmenta fortement l'endettement extérieur et intérieur, mettant en danger la stabilité de la peseta.
Pour compenser le déficit budgétaire croissant, on eut également recours à la vente de monopoles (tabac, Telefónica, CAMPSA, loterie...). Une politique fiscale avancée faisait défaut, car à l’exception d’une tentative de José Calvo Sotelo de créer un impôt unique et progressif soutenu par la bourgeoisie, il n’y eut aucune tentative pour améliorer le Trésor. Des décrets furent certes promulgués contre la dissimulation des richesses territoriales, sur la contribution industrielle et sur le registre des baux et des domaines territoriaux pour lutter contre l'évasion fiscale. Tout cela permit d’augmenter le revenu national et la production industrielle, mais aggrava considérablement la situation du Trésor public, de plus en plus endetté. La dette publique contractée par la dictature conditionna la politique économique de la Segonde République qui lui succéda.[réf. nécessaire]
D'autre part, on tenta de combattre la conflictualité dans le monde du travail en attirant des ouvriers plus modérés. Pour ce faire, on eut recours à des mesures garantissant le logement et de la retraite des travailleurs, ou la protection des familles nombreuses et du travail des femmes. Néanmoins, le régime n'aborda pas de réformes qui auraient pu s'attaquer aux graves problèmes d'inégalité économique, comme la réforme agraire.[réf. nécessaire]

## Chute de la dictature (1930-1931)
L'historienne Genoveva García Queipo de Llano considère que la période de décadence de la dictature commence vers le milieu de 1928, moment marqué par le confluence de plusieurs facteurs : aggravation du diabète dont souffrait Primo de Rivera — qui lui coûterait la vie peu de temps après qu'il eut quitté le pouvoir —, échec de la dictature à instaurer un nouveau régime et rôle croissant de l’opposition, à laquelle s'unit un secteur de l’Armée, qui organisa plusieurs conspirations armées contre le régime. Ángeles Barroso la situe un peu plus tôt, à la fin de 1927, lorsque la constitution de l'Assemblée nationale consultative révéla clairement que Primo de Rivera n'avait aucun intention de revenir à la situation d’avant septembre 1923, contredisant ses déclarations faites dès le début du régime qui l'avaient présenté comme temporaire.

### Perte de soutien

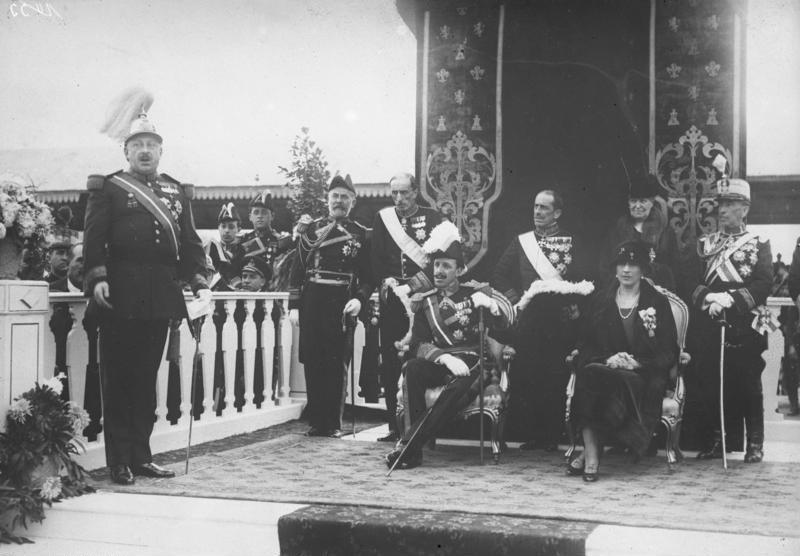
Primo de Rivera avec les monarques espagnols. Dans les derniers jours de la dictature, la distance s'accrut entre le roi et le dictature, mais la chute du dernier entraîna malgré tout le second vers le bas.

Les secteurs sociaux et politiques qui avaient initialement apporté leur soutien à la dictature lui retirèrent progressivement : les nationalismes périphériques, la dictature n'ayant pas tenu sa promesse de « décentralisation » et ayant dissout la Mancommunauté de Catalogne ; les organisations patronales mécontentes de l'« ingérence » de l'UGT dans leurs entreprises ; les secteurs intellectuels et universitaires qui abandonnèrent leur posture d'attentisme bienveillant envers le régime, déçus par son « régénérationisme » conservateur ; divers groupes sociaux et politiques libéraux qui avaient vu comment la dictature entendait se perpétuer au pouvoir, sans tenir sa promesse d'être un « temporaire » ; etc. La perte progressive du soutien social envers la dictature amèna le roi à considérer que c'est la Monarchie elle-même qui se trouverait menacée si elle liait dans l'opinion son sort à la figure du dictateur,— ce qui advint finalement malgré tout,, —.
Le conflit entre la dictature et les intellectuels commença en 1924 lorsque Primo de Rivera poursuivit plusieurs professeurs — Luis Jiménez de Asúa, Fernando de los Ríos — pour avoir manifesté leur solidarité avec Miguel de Unamuno, démis de ses fonctions à l'Université de Salamanque et exilé à Fuerteventura en raison des critiques qu'il avait adressées au régime. Le conflit s'accentua lorsque de nombreux intellectuels apportèrent leur soutien aux protestations estudiantines — menées par la Federación Universitaria Escolar (FUE), fondée tout juste en 1929 —, auxquelles la dictature répondit en expulsant et en exilant plusieurs d'entre eux, dont le leader du mouvement Antonio María Sbert .
Ainsi Ramón del Valle-Inclán participa à la création de l'Alliance républicaine ; l'écrivain républicain Vicente Blasco Ibáñez, depuis l'exil, et le mouvement dont il était leader, le blasquisme, influent à Valence, s'y opposèrent également, tout comme le prestigieux professeur Ramón Menéndez Pidal. Dans les universités, le régime était impopulaire ; le refus aux universités tenues par des ordres religieux de la faculté de délivrer des diplômes officiels propagea encore le mécontentement dans certains secteurs de l'Église. Plusieurs journaux furent fermés, ainsi que les universités de Madrid et Barcelone.[réf. nécessaire]
Le régime mena une réforme de l'Armée. Il s'agissait de diminuer drastiquement le nombre des officiers en réduisant les recrutements car l'encadrement de l'armée espagnole en officiers était excessif et coûteux (219 généraux en 1927),. Le principal conflit au sein des forces armées surgit avec le corps d'artillerie, en raison de son désaccord total avec l'échelle de promotion ouverte — promotion non seulement par ancienneté mais aussi par mérites de guerre — proposée par la dictature. La réponse de Primo de Rivera fut, en premier lieu, de suspendre tous les officiers du corps en septembre 1926, puis de le dissoudre plus tard. Le roi tenta de jouer le rôle d'intermédiaire dans le conflit en proposant une sorte de gentlemen's agreement, auquel Primo de Rivera s'opposa radicalement, menaçant de démissionner et rappelant au roi que l'Armée était sous son commandement. La dissolution de l'arme d'artillerie suscita la solidarité d'autres militaires, qui s'étaient dans un premier temps montrés favorables à la méthode de promotion. L'accord final du roi à la dissolution du corps fut interprétée par les artilleurs comme une collusion entre le monarque et le dictateur. « Dès lors, un secteur important de l'Armée adopta une posture républicaine », ce qui fut lourd de conséquence dans les mois de crise qui suivirent le régime. Ce conflit fut également décisif en ce qu'il accentua encore la tentative de prise de distance du roi avec la dictature.
Deux tentatives de coup d'État eurent lieu pour renverser Primo de Rivera et revenir au régime constitutionnel. La première fut connue sous le nom de Sanjuanada car elle était prévue pour le 24 juin 1926. Les généraux libéraux Weyler et Aguilera ainsi que des membres éminents de la « vieille politique » comme Melquiades Álvarez, participèrent à la conspiration. La deuxième eut lieu en janvier 1929 à Valence et son principal protagoniste fut le conservateur José Sánchez Guerra — les artilleurs jouèrent également un rôle de premier plan —,

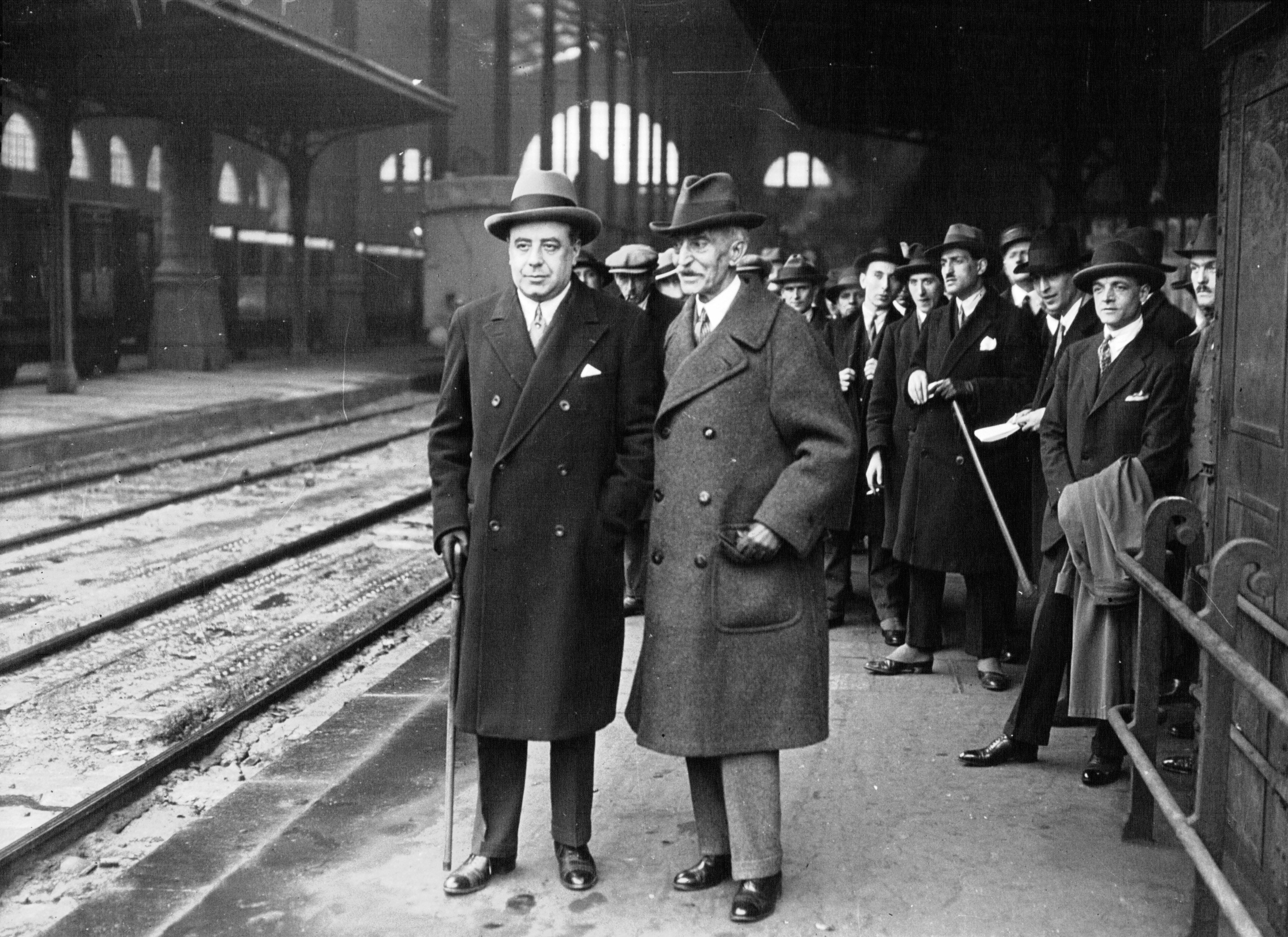
Francesc Macià (à droite) avec son avocat (à gauche) sur le point de quitter Paris après le procès du complot raté de Prats de Molló.

Entre les deux tentatives eut lieu le complot de Prats de Molló, une tentative d'invasion de l'Espagne depuis la Catalogne française dirigée par Francesc Macià et son parti Estat Catalá, et à laquelle collaborèrent des groupes anarcho-syndicalistes catalans de la CNT.
Le retour des coups militaires se trouvait légitimé par la dictature elle-même, qui y avait eu recours pour obtenir sa propre instauration ; « en ce sens, la dictature était comme un retour à la politique du XIXe siècle »,— celle des recours aux pronunciamientos pour obtenir l'alternance politique —. Selon Ricardo de la Cierva, la dictadura de Primo de Rivera connut certaines réussites dans l'institutionnalisation économique, mais elle échoua dans ses tentatives analogues en politique.

### Montée de l'opposition

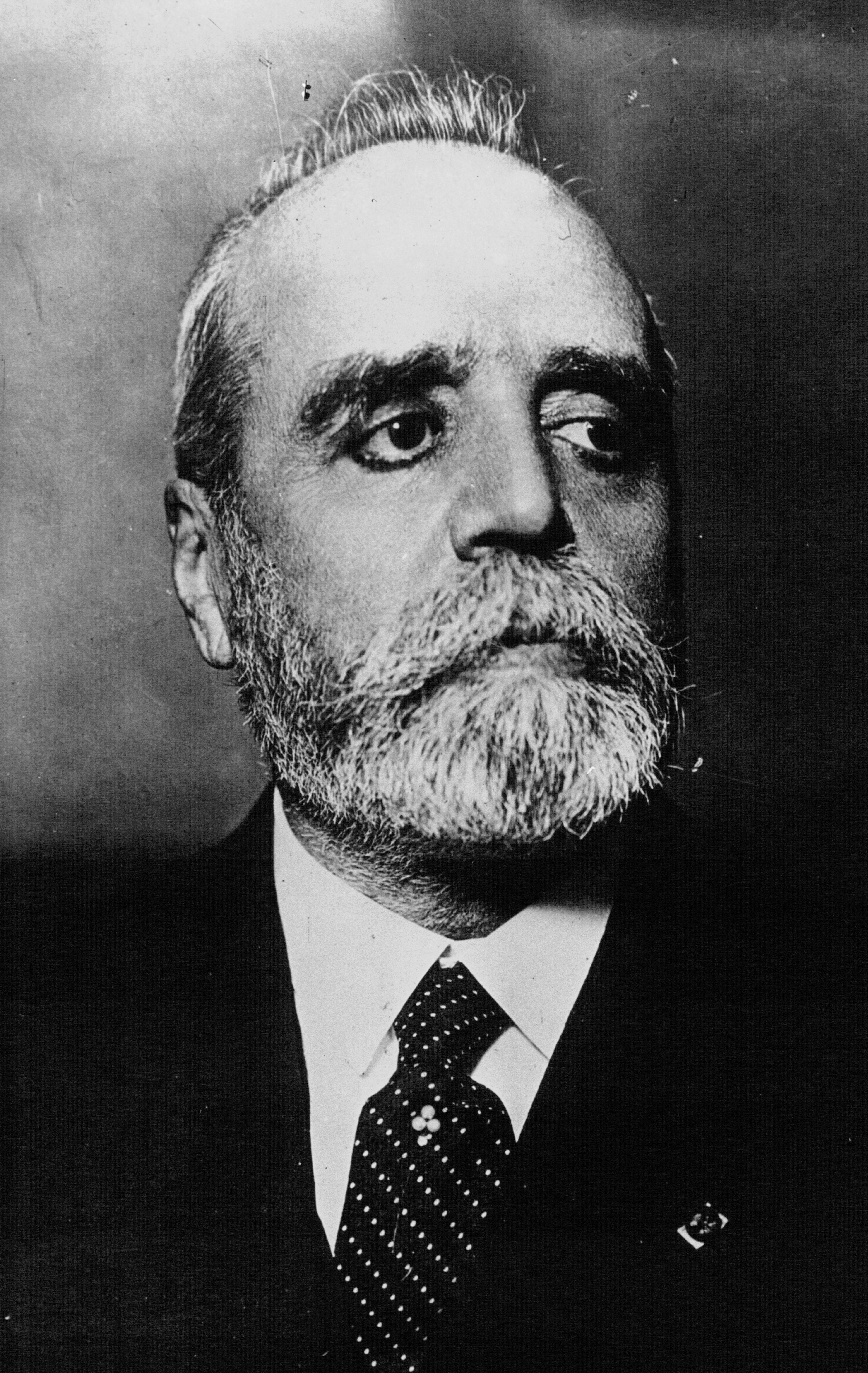
José Sánchez Guerra en 1932.

À mesure que la dictature perdait ses soutiens, les groupes d’opposition se développèrent. Parmi les membres des partis du turno, de la « vieille politique », qui affrontèrent la dictature, se distingua le conservateur José Sánchez Guerra, qui, comme il l'avait promis lors de la convocation de l'Assemblée nationale constituante, s'exila d'Espagne, et participa plus tard à la tentative de coup d'État de janvier 1929. En tant que tels, les partis deux anciens partis « dynastiques », le Parti conservateur et le Parti libéral, avaient néanmoins pratiquement disparu à cause de leur éviction du pouvoir et de la politique de « démambrement du caciquisme » de la dictature. Certains de ses membres rejoignirent l'Union Patriotique et d'autres, comme Sánchez Guerra ou Manuel de Burgos y Mazo, du parti conservateur, ou Santiago Alba, du parti libéral, rejoignirent le Bloc Constitutionnel fondé par le réformiste Melquíades Álvarez, qui demandait l'abdication d'Alphonse XIII et la convocation de Cortes Constituantes. D'autres allèrent encore plus loin et s'orientèrent ouvertement vers le camp républicain, comme Niceto Alcalá-Zamora et Miguel Maura Gamazo, fondateurs de la Droite républicaine libérale.
De leur côté, les républicains furent renforcés par le nouveau Groupe d'action républicaine, dirigé par Manuel Azaña (ancien membre du Parti réformateur de Melquiades Álvarez), et parvinrent à unir leur action avec Alliance républicaine, fondée en février 1926, à l'anniversaire de la Première République. L'ancien Parti républicain radical d'Alejandro Lerroux — dont se scinda en décembre 1929 le Parti républicain radical-socialiste de Marcelino Domingo et Álvaro de Albornoz — et le Parti républicain démocrate fédéral faisaient partie de l'Alliance, aux côtés des nouvelles formations de l'Acción Republicana d'Azaña et le Partit Republicà Català, fondé par Marcelino Domingo et Lluís Companys. Comme le souligne Ángeles Barrio, « l'importance de l'Alliance résidait dans le fait qu'elle représentait un renouveau du républicanisme capable de réaliser, comme l'a démontré la proclamation de la Deuxième République espagnole, ce qui n'avait pas été possible jusqu'alors : attirer vers le projet politique de la République des bases sociales principalement urbaines, de classes moyennes et inférieures, ainsi que de larges secteurs de travailleurs ».
Quant au mouvement ouvrier, la CNT recouvra vigueur, malgré une division entre un secteur modéré dirigé par Ángel Pestaña et un autre plus radical regroupé au sein de la FAI. Les conditions de travail restaient extrêmement difficiles et la dure répression contre les ouvriers éloigna l'UGT et le PSOE qui, sous l'impulsion d'Indalecio Prieto, abandonnèrent le projet du dictateur.[réf. nécessaire]

### Effondrement final
En décembre 1929, Primo de Rivera présenta au roi un plan de « transition » prévoyant la convocation d'une assemblée composée de 250 sénateurs et 250 députés, mais Alphonse XIII lui demanda du temps avant de répondre. Aux mêmes dates, une conspiration militaire ayant pour épicentre l'Andalousie et visant à renverser la dictature se dessinait presque au grand jour .
Face à la perte progressive de soutiens sociaux et politiques et à la croissance de l'opposition à la dictature, auxquels s'ajoutait les problèmes de santé dont il souffrait, Primo de Rivera tenta de renforcer sa position face à la Couronne et chercha le soutien direct de l’Armée (l’autre pilier sur lequel reposait son pouvoir). Jugeant la réponse des capitaines généraux, à qui il avait adressé un courrier afin de solliciter leur soutien, trop tiède, il présenta sa démission au roi en janvier 1930, qui fut acceptée sur-le-champ ,. « Alphonse XIII, qui était depuis six ans un roi sans Constitution, nomma le général Dámaso Berenguer [alors chef de sa maison militaire] président du gouvernement avec l'intention de revenir à la normalité constitutionnelle ».

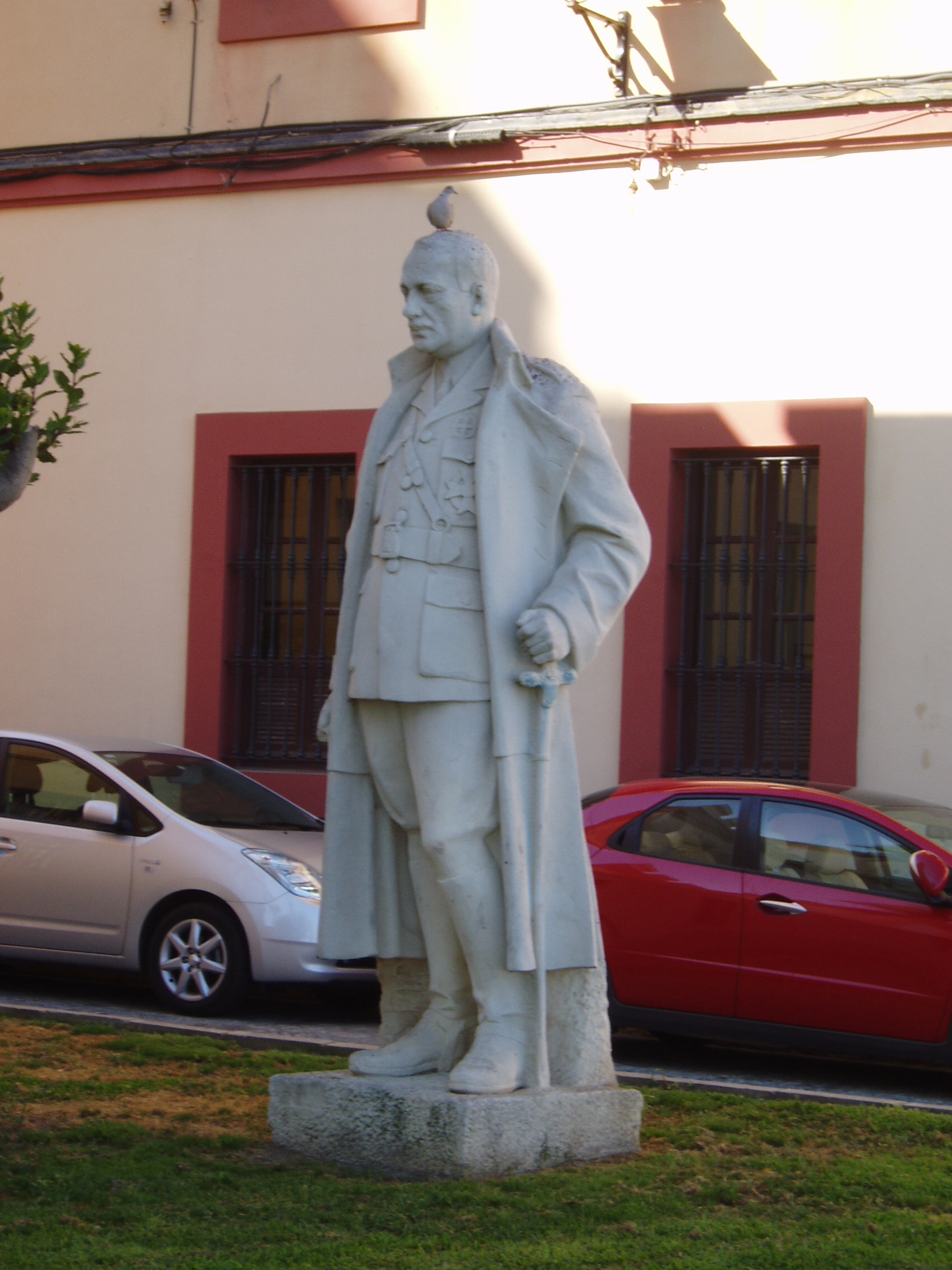
Monument à Primo de Rivera à Cadix.

Selon Genoveva García Queipo de Llano, le fait que Primo de Rivera ait choisi la démission, le « procédé le plus inattendu » pour sortir de la situation, était dû à « son mauvais état de santé et [à] son désir d'abandonner l'exercice de ses responsabilités ». Après sa démission, il quitta l'Espagne et mourut peu après dans un modeste hôtel parisien. Selon Ángeles Barrio, :

« La sensation de frustration et d'abandon que Primo de Rivera a dû ressentir lorsque, après sa démission forcée en janvier 1930, il s'est rendu à Paris, a probablement accéléré sa mort, survenue deux mois plus tard dans la plus complète solitude. Ni lui ni ses collaborateurs les plus directs — parmi lesquels, outre Calvo Sotelo ou Aunós, il faudrait citer son propre fils, José Antonio Primo de Rivera — n'ont pu comprendre le peu de bienveillance des citoyens envers ce qu'ils considéraient comme un bilan très positif d'un régime qui aurait débarrassé l'Espagne du séparatisme, du syndicalisme, du déficit et de la guerre. »

## Responsabilités
Après la proclamation de la Deuxième République espagnole le 14 avril 1931, les Cortes constituantes nommèrent une Commission des responsabilités pour établir celles qui pourraient correspondre au roi déchu Alphonse XIII et aux anciens ministres de la dictature. L'ancien roi fut condamné le 20 novembre par les Cortes pour crime de « haute trahison » à la perte de tous ses titres et dignités et à la réclusion à perpétuité dès qu'il mettrait le pied sur le territoire espagnol ; Cette condamnation fut annulée le 15 décembre 1938 par le dictateur Franco. Environ un an plus tard, le 7 décembre 1932, fut rendue publique la sentence par laquelle le même Parlement condamnait les anciens ministres de la dictature de Primo de Rivera à entre douze et huit ans de détention à Santa Cruz de Tenerife, à Las Palmas ou à Mahon, en plus de vingt ans d'interdiction avec la même perte de droits passifs. Aucun d'entre eux ne purgea sa peine car ils étaient à l'étranger depuis la proclamation de la République et que le 2 mai 1934 ils furent amnistiés par le gouvernement de centre-droit d'Alejandro Lerroux, ce qui leur permit de retourner en Espagne.[réf. nécessaire]